# Fürstenberg (westfälisches Adelsgeschlecht)

Stammwappen derer von Fürstenberg

Fürstenberg ist der Name eines westfälischen Uradelsgeschlechts. Es führt seinen Namen nach der kurkölnischen Landesburg Fürstenberg im nördlichen Sauerland und wird 1295 mit Hermannus de Vorstenberg erstmals urkundlich erwähnt. Die Familie, seit 1660 im Reichsfreiherrenstand, verzweigte sich stark und besteht bis heute in etlichen Linien. Sie erwarb zahlreiche Besitzungen, ausgehend vom Herzogtum Westfalen auch an Rhein und Ruhr, im Baltikum und anderen Regionen. Die Familie stellte drei Fürstbischöfe, zahlreiche führende Beamte in geistlichen Staaten Nordwestdeutschlands, Domherren, Äbtissinnen sowie im 20. Jahrhundert einen Kurienkardinal.
Die Familie ist nicht mit dem schwäbischen Fürstenhaus Fürstenberg verwandt.

## Geschichte

### Mittelalter

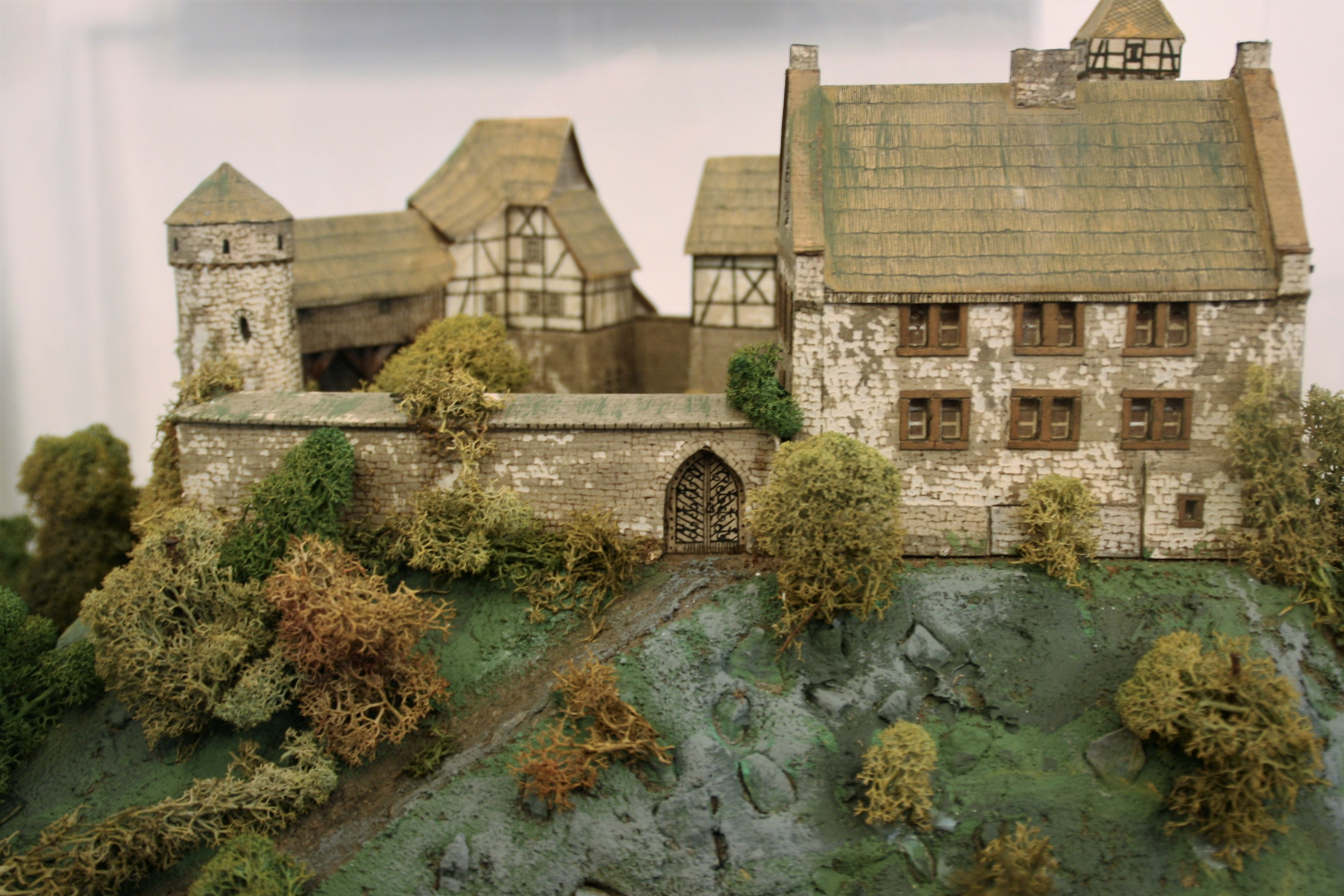
Modell der Burg Fürstenberg

Das Geschlecht erscheint erstmals im Jahre 1295 mit Hermann von Fürstenberg, Burgmann auf der kurkölnischen Burg Fürstenberg am Nordrand des Sauerlandes über der Ruhr. Er entstammte wahrscheinlich der seit etwa 1200 bekannten Ministerialenfamilie von Binolen, ein Hinweis ist u. a. die Ähnlichkeit der jeweiligen Familienwappen. Die von Binolen benannten sich nach ihrem Amtssitz. Die auf dem Fürstenberg gelegene Burg sicherte die Grenze des Herzogtums Westfalen, das dem Kurfürsten von Köln gehörte, zur Grafschaft Arnsberg. Die sichere Stammreihe beginnt mit Wilhelm von Vorstenberg (erwähnt 1319–1349), Richter und Burgmann zu Werl. Nachdem der kinderlose Graf Gottfried IV. von Arnsberg 1368 seine Grafschaft an das Erzstift Köln verkauft hatte, entfiel die Grenzfunktion. Die Fürstenberger traten auch in den Dienst der Grafen von der Mark.

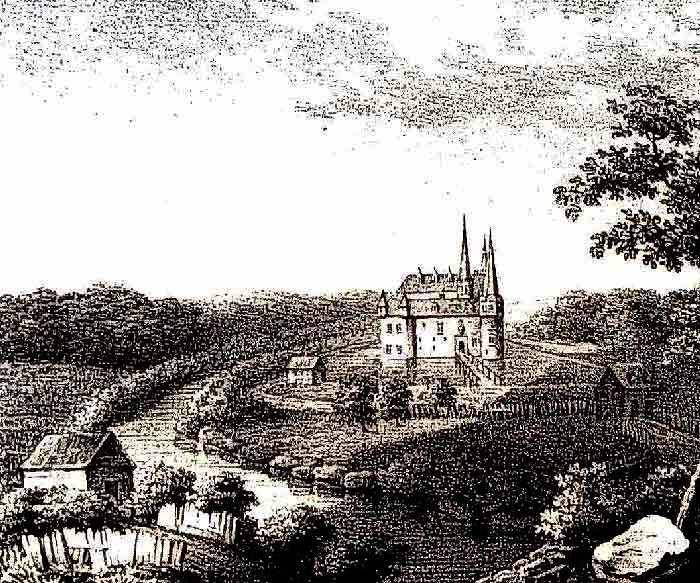
Burg Waterlappe bei Fürstenberg (mutmaßlicher Zustand vor 1680), Kupferstich von Fr. Wlh. v. Schorlemer (19. Jhd.)

Die Familie Fürstenberg stieg während der Fehden des 14. und 15. Jahrhunderts zu einem wohlhabenden und wichtigen Geschlecht mit Besitzungen an Ruhr und Hellweg auf. Ihr Hauptsitz wurde die wohl um 1365/70 von ihr errichtete Burg Waterlappe im Norden des Fürstenbergs, eine zunächst als Burgmannshof angelegte Wasserburg, die Stammsitz der Familie blieb, bis sie 1633 im Dreißigjährigen Krieg zerstört wurde. War die Familie im 14. Jahrhundert vor allem auf die Burg Waterlappe konzentriert, bildete sie im 15. und 16. Jahrhundert verschiedene Linien aus. In der ersten Hälfte des 15. Jahrhunderts entstanden die Linien Höllinghofen und Neheim. Von der Linie Höllinghofen spaltete sich die Linie Büderich-Hörde ab, aus der wiederum die baltische Linie abstammte, die – wie bei vielen westfälischen Familien – mit dem Deutschritterorden nach Kurland kam und dort in Meddum (Medumi, Bezirk Daugavpils) ansässig wurde. Aus der Linie Waterlappe ging im 16. Jahrhundert die Linie Stirpe hervor. Weitere Linien des 16. Jahrhunderts waren die in Geldern, Neheim-Neufürstenberg und Neheim-Senden. Viele der Linien starben aus. Von den Familienzweigen in Westfalen existierte im 17. Jahrhundert noch die auf dem 1633 zerstörten Stammsitz Waterlappe.
Die Heiratskreise im Spätmittelalter umfassten vor allem den Ritteradel der Ministerialen im Herzogtum Westfalen und angrenzenden Gebieten. Hinzu traten Patrizierfamilien etwa aus Soest, Dortmund und Osnabrück. Die Nachkommen des früheren Kanonikers Gotthard von Fürstenberg verbanden sich stark mit städtischen Führungsfamilien eher kleinerer Städte. Seit dem 14. Jahrhundert sind zahlreiche Stadthäuser oder Adelssitze der Familie nicht nur im Herzogtum Westfalen, sondern auch etwa in Dortmund, Soest, Osnabrück und sogar in Köln und Mainz bekannt. Nur einmal ist eine Eheverbindung zwischen zwei Linien der Familie nachweisbar.
Der Grundbesitz konzentrierte sich im späten Mittelalter im Bereich des Herzogtums Westfalen inklusive der an die Grafschaft Mark gefallenen Soester Börde. Auch in der übrigen Grafschaft Mark hatte die Familie Besitzungen. Weiter entfernt lebten die Linien in Geldern, Senden und Werne. Die meisten der Besitzungen außerhalb der Kerngebiets kamen durch Heirat an die Familie. Anders war es mit dem käuflichen Erwerb von Besitzungen und Weinbergen am Rhein, unter anderem in der Nähe von Mainz, seit dem 16. Jahrhundert.

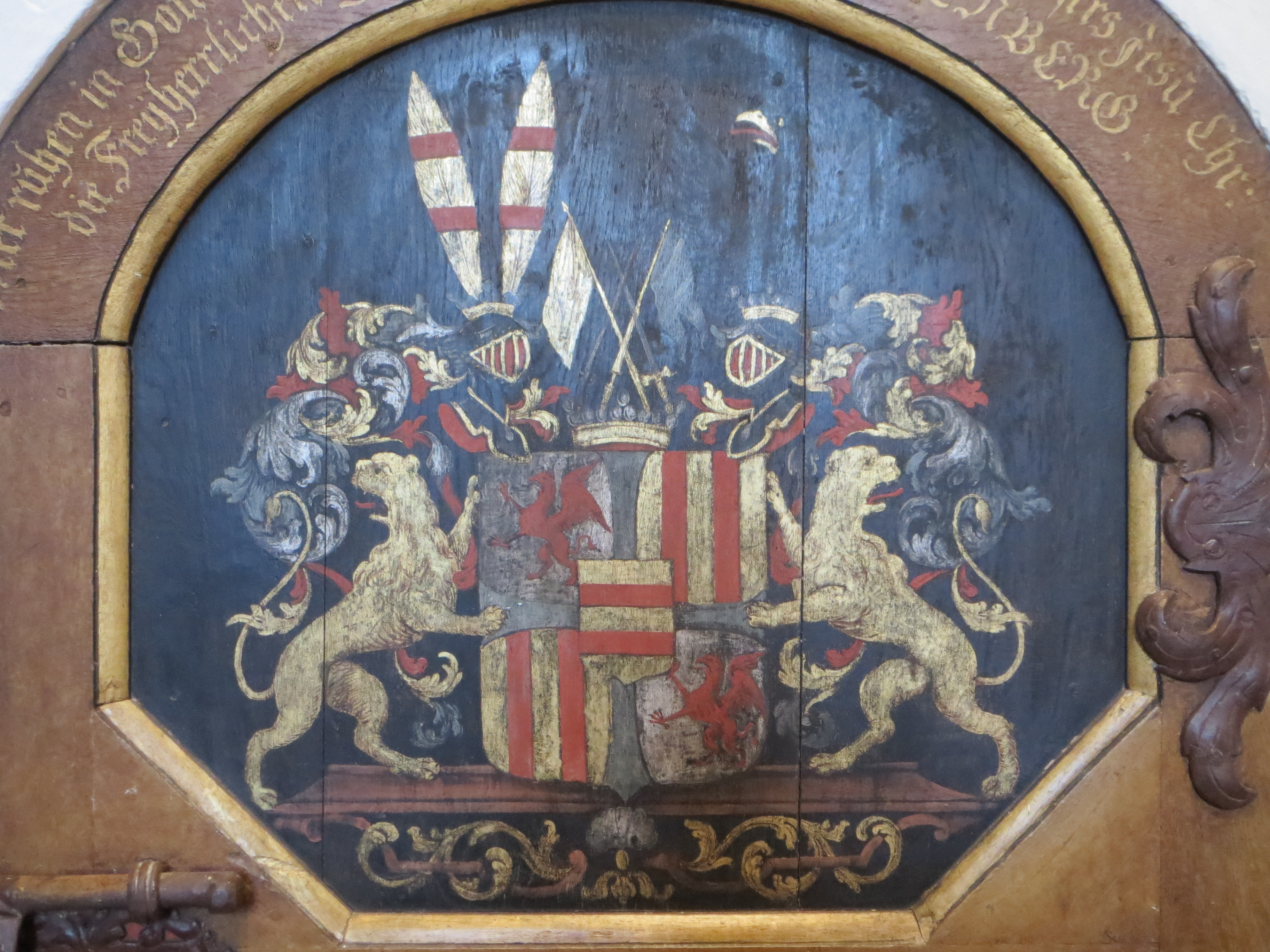
Schwedisches Freiherrliches Wappen (1731) der pommerschen Fürstenbergs in der Kirche Groß Bünzow

Die Familie gehörte seit dem Mittelalter zum Stiftsadel. Zahlreiche nachgeborene Söhne und Töchter traten in den geistlichen Stand ein. Damit einher ging für diejenigen, die ein höheres kirchliches Amt anstrebten, meist eine universitäre Ausbildung. Der Kanoniker Hermann von Fürstenberg etwa studierte um 1497 in Bologna. Präbenden hatte die Familie häufig im Kloster Himmelpforten (wo Ursula von Fürstenberg um 1514 Äbtissin war), im Kloster Oelinghausen, im Kloster Paradiese (wo Elisabeth von Fürstenberg 1593 erste evangelische Priorin wurde), im Kloster Siegburg (1516 war Johann von Fürstenberg dort Abt) und im Kloster Scheda inne. Margarete von Fürstenberg war um 1542 Äbtissin im Kloster Welver und Cordula von Fürstenberg um 1560 im Stift Geseke. Daneben gingen aus der Familie eine Reihe von Weltgeistlichen hervor. Erst seit 1471 gelangten mit Friedrich von Fürstenberg in Hildesheim erste Mitglieder der Familie auf Domherrenstellen.
Die Fürstenberger dienten auch im Spätmittelalter vornehmlich den Erzbischöfen von Köln in deren Herzogtum Westfalen. Einige von ihnen waren im 15. Jahrhundert Freischöffen beim Oberfreistuhl in Arnsberg, einer reichsweit aufgesuchten Oberinstanz der Femegerichtsbarkeit. Auch an anderen Gerichten waren Mitglieder der Familie Richter. Wennemar von Fürstenberg war um 1371/72 Amtmann in Arnsberg. Bereits früh traten Mitglieder der Familie als Kreditgeber für ihre fürstlichen Herren auf. Wennemar von Fürstenberg († 1387) schuldeten die Erzbischöfe von Köln 700 Gulden. Gotthard von Fürstenberg vergab 1445 ein Darlehen von 5000 Gulden. Dafür erhielt er als Pfand Burg und Stadt Neheim, wo er das Burghaus Gransau bewohnte. Die Pfandherrschaft blieb 120 Jahre bei der Familie, die dort das Drostenamt ausübte und auch den Drostenhof bewohnte; im 18. Jahrhundert erwarb die Familie in Neheim auch das Burghaus Schüngel sowie den Fresekenhof. Auch im Amt Werl stellte die Familie seit dem späten 15. Jahrhundert den Drost. Mit der Entstehung der Landstände hatten die Fürstenbergs bedeutenden Einfluss auch auf dem westfälischen Landtag. Einige Angehörige der Familie waren 1437 an der ersten Erblandesvereinigung zur Begrenzung der Macht des Landesherrn beteiligt.

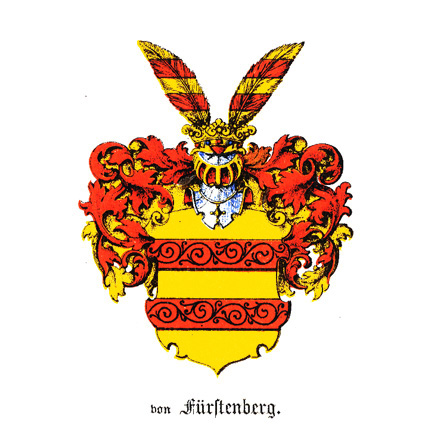
Wappen derer von Fürstenberg im baltischen Wappenbuch, 1882

Eine hohe Zahl von Familienangehörigen kam als Deutschordensritter bis nach Livland. Besonders aus der Linie Höllighofen-Büderich-Hörde kamen seit der zweiten Hälfte des 15. Jahrhunderts eine Reihe von Ordensrittern. Aus einer Neheimer Linie stammte etwa der Landmeister Livlands Johann Wilhelm von Fürstenberg. Dieser geriet 1560 durch Verrat in russische Gefangenschaft, erkannte dennoch die Herrschaft von Iwan dem Schrecklichen nicht an und starb 1568 in Moskau. Nach dem Ende der Ordensherrschaft entwickelten sich Angehörige der Familie zu weltlichen Gutsbesitzern und bildeten neue Linien aus.

### Frühe Neuzeit

#### Grundzüge der Familienpolitik

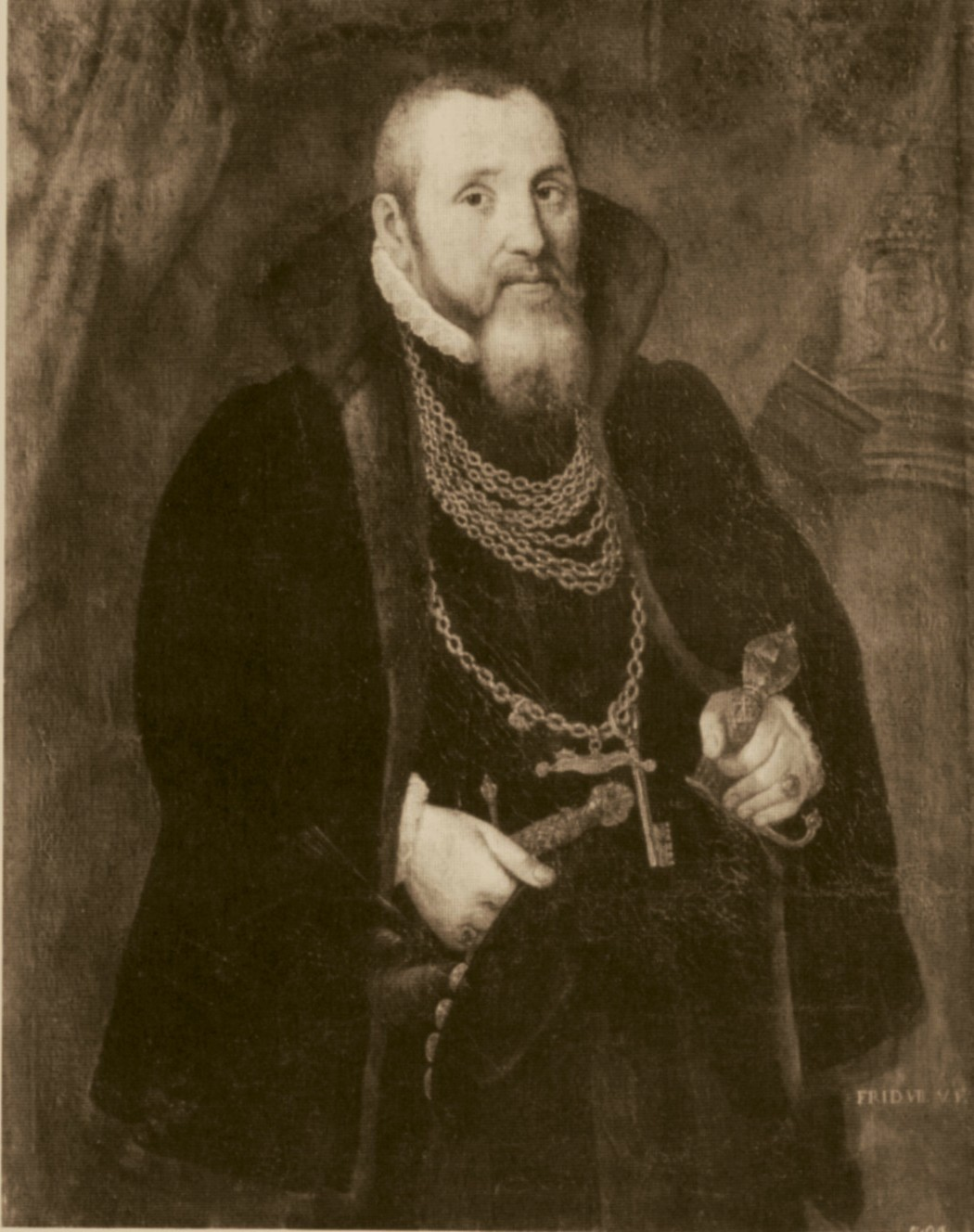
Friedrich von Fürstenberg (1510–1567), (* um 1510/11 auf Burg Waterlappe; † 1567), kurkölnischer Rat und Drost

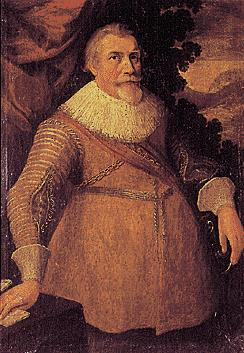
Kaspar von Fürstenberg (1545–1618), Herr auf Waterlappe, Erwerber von Burg Schnellenberg, kurkölnischer Drost zu Bilstein, Fredeburg und Waldenburg, Kurmainzer Amtmann zu Fritzlar und Naumburg, seit 1613 Landdrost des Herzogtums Westfalen

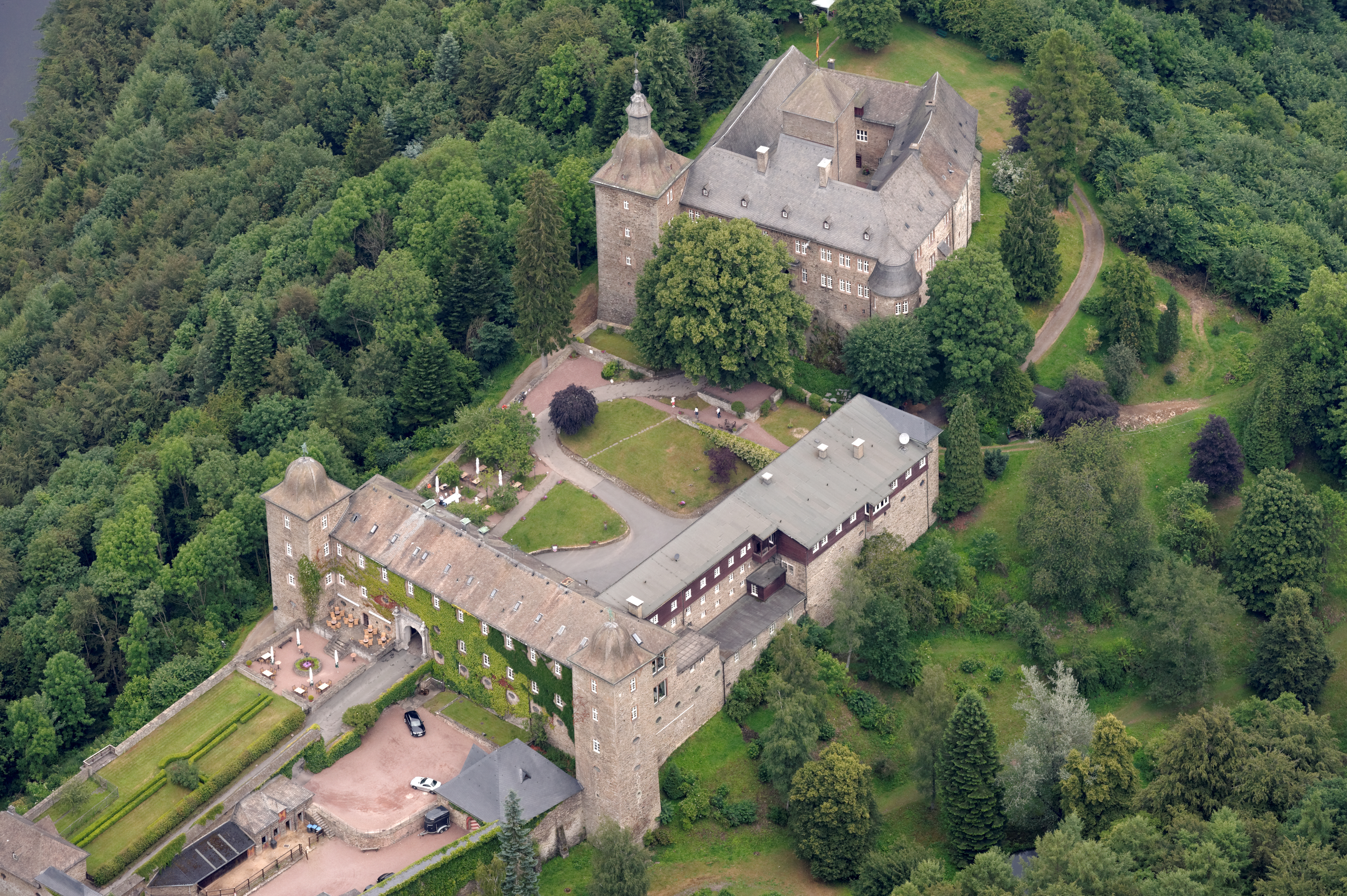
Burg Schnellenberg, Sauerland

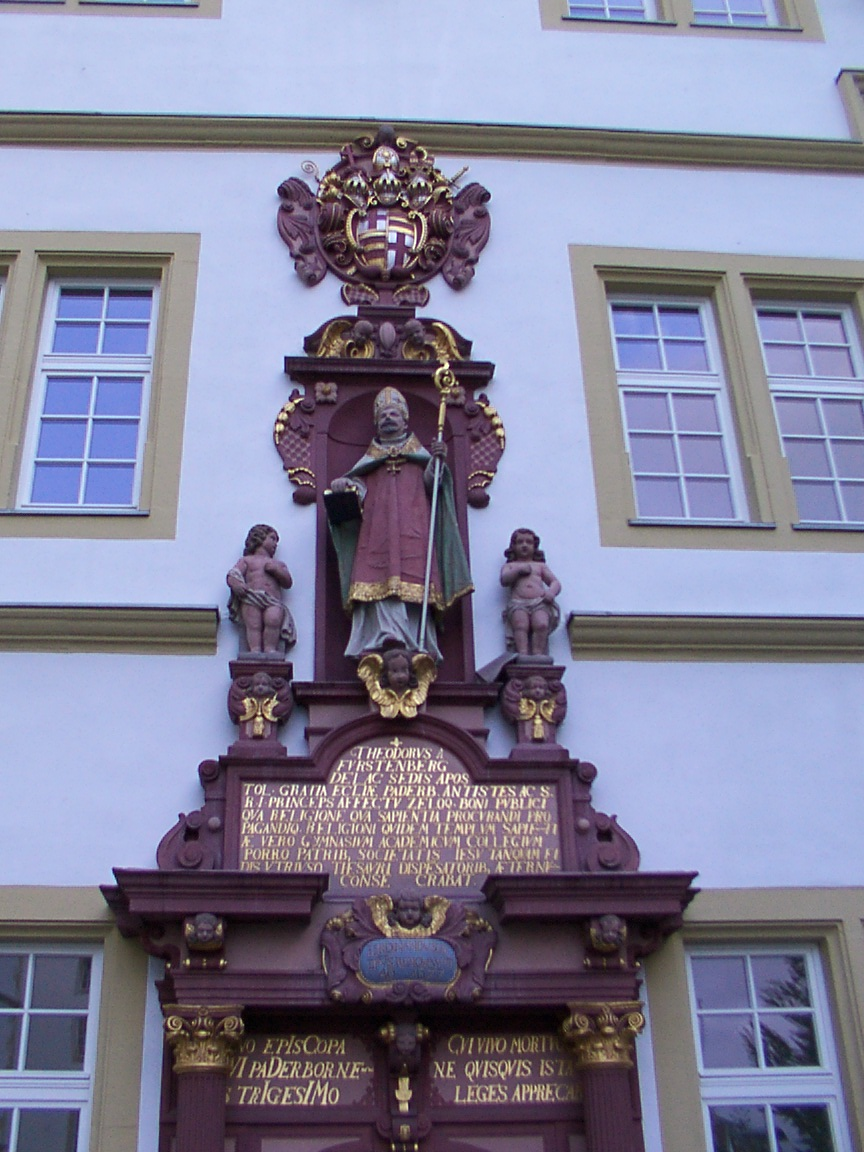
Statue des Dietrich von Fürstenberg über dem Portal der von ihm gegründeten Akademia Theodoriana (heutiges Gymnasium Theodorianum)

Den Veränderungen der Neuzeit passte sich die Familie Fürstenberg in bemerkenswerter Weise an. Etwa seit dem 16. Jahrhundert erhielten fast alle männlichen Familienmitglieder eine gute, meist akademische Ausbildung. Diese Tradition endete erst am Ende des 18. Jahrhunderts. Die Ausbildung empfahl die Mitglieder der Familie für anspruchsvolle Aufgaben im Dienst der Landesherren oder der Kirche.
Friedrich von Fürstenberg zeichnete durch sein Testament von 1564 die Familienpolitik für die kommenden Jahrhunderte vor. In dem Testament wurde die Unteilbarkeit des Besitzes festgelegt. Diesen sollte ein Erbe erhalten. Die anderen männlichen Söhne wurden mit Kirchenpfründen versorgt. Den nachgeborenen Söhnen wurde meist zu Domherrenstellen verholfen, deren Vorteil war, falls der Erbe ohne Söhne starb, konnte einer seiner Brüder auf sein geistliches Amt verzichten und den Familienbesitz übernehmen, sofern noch kein höherer Weihegrad erreicht war. Im Jahr 1660 wurde das Testament zum Vorbild eines neu gegründeten Familienfideikommiss. Dieser war der zweite in ganz Westfalen. Danach ging das Erbe nicht automatisch auf den ältesten Sohn über. Der Erblasser hatte vielmehr das Recht, einen Erben zu bestimmen, der ihm am geeignetsten erschien. Streitigkeiten klärte ein informeller Familienrat, dem die angesehensten Familienmitglieder angehörten.
Neben dem kirchlichen Dienst spielten das Militär und der Hofdienst keine Rolle. Die Töchter, sofern sie nicht verheiratet wurden oder in ein Stift eintraten, wurden abgefunden. Auch der Eintritt in ein adliges Damenstift schloss eine spätere Heirat nicht aus, sofern keine Gelübde abgelegt wurden. Von 29 männlichen Fürstenbergern, seit der Zeit Friedrichs bis zum Ende des Heiligen Römischen Reiches, hatten 23 geistliche Stellen, meist als Domherren. Vertreten waren sie vor allem in den Kapiteln des Domkapitels Paderborn, des Domkapitels Hildesheim und des Domkapitels Münster, aber auch im Mainzer Domkapitel und im Domkapitel Salzburg. Die Angewiesenheit der Familie zur Versorgung auf Klöster und Stifte verstärkte ihre Parteinahme für den Katholizismus noch.
Die Familie war mit ihrer Hinwendung zum Dienst in der Kirche einerseits und der Verbundenheit mit dem Herzogtum Westfalen andererseits ausgesprochen erfolgreich. Allein drei Familienmitglieder wurden zu geistlichen Landesherren gewählt (Dietrich in Paderborn, Ferdinand in Paderborn und Münster, Franz Egon in Hildesheim und Paderborn). Bei weiteren scheiterte dies nur an den politischen Gegebenheiten (Wilhelm, Johann Gottfried). Weitere zwei Fürstenberger stiegen in führende Ministerstellen in einem geistlichen Staat auf (Franz in Münster, Friedrich Christian in Paderborn und Köln). Ebenfalls zwei waren als Landdrosten Vertreter des Kurfürsten im Herzogtum Westfalen (Kaspar und Friedrich). Sechs Familienmitglieder wurden Dompropst.
Die Konzentration auf den kirchlichen Dienst zwang dazu, die Stiftsfähigkeit zu erhalten. Die Domkapitel verlangten eine Ahnenprobe, die mindestens 16 adelige Vorfahren aufweisen musste. Nichtstandesgemäße Verbindungen führten zwangsläufig zum Verlust der Stiftsfähigkeit. Heiraten kamen daher nur im Kreis altadliger und stiftsfähiger Familien in Frage. Nicht zuletzt diese Einengung der Heiratskreise führte dazu, dass die verschiedenen noch im 16. und 17. Jahrhundert bestehenden Linien bis auf die der Fürstenberg-Herdringen ausstarben. Erst im 19. Jahrhundert kam es wieder zur Ausbildung von Seitenlinien.

#### Entwicklung
Den eigentlichen Grundstein für den Bedeutungsgewinn der Familie legte Friedrich (1510–1567), Herr auf Waterlappe. Er erwarb die Pfandschaft der Ämter Bilstein und Waldenburg und amtierte dort als Drost. Sein Sohn Kaspar (1545–1618) fügte noch die Pfandschaft des Amtes Fredeburg hinzu. Diese Ämter blieben über Generationen im Besitz der Familie. Hinzu kam die Erbvogtei über die Klöster Grafschaft und Ewig sowie das Gericht Oberkirchen. Insgesamt kontrollierten die Fürstenbergs etwa ein Viertel des gesamten Herzogtums Westfalen. 1594 erwarb Kaspar die Burg Schnellenberg, die zum Hauptsitz wurde, bis dieser im 19. Jahrhundert auf das 1618 erworbene Schloss Herdringen verlegt wurde; beide befinden sich bis heute im Familienbesitz. Mit der Begründung, der Schnellenberg sei eigentlich eine Reichsburg, erhielten die Fürstenbergs 1595 die Aufnahme in die Reichsritterschaft, was allerdings bis 1701 von Kurköln bestritten wurde.
Friedrichs Söhne Kaspar und Dietrich von Fürstenberg waren im 16./17. Jahrhundert entschiedene Gegner der Reformation und trugen dazu bei, dass das Herzogtum Westfalen und das Bistum Paderborn katholisch blieben. Beide waren auch für Hexenprozesse in ihrem Einflussbereich zumindest mitverantwortlich. Die Schwestern Ottilia und Anna waren nacheinander Äbtissinnen im Kloster Oelinghausen. Ottilia war zudem Äbtissin im Stift Heerse.
In der nächsten Generation war der Haupterbe Friedrich von Fürstenberg. Dieser war Landdrost des Herzogtums Westfalen und damit Stellvertreter des Kölner Kurfürsten in diesem Gebiet. Sein Bruder Johann Gottfried war Domherr und Präsident des kurmainzischen Rates.
Der Stammhalter wurde in der folgenden Generation Friedrich. Dieser war westfälischer Rat und kurkölner Diplomat. Sein Bruder Caspar Dietrich war sowohl Kupferstecher und Maler, daneben aber auch Alchimist und Reiteroberst. Johann Adolf war Domherr, Diplomat und der Erbauer der Adolfsburg bei Oberhundem, die er seinem Neffen Ferdinand vererbte. Franz Wilhelm war Landkomtur der Deutschordens-Ballei Westfalen und Erbauer der Ordenskommende Mülheim a.d. Möhne. Wilhelm war Gesandter, päpstlicher Geheimkämmerer, Dompropst in Münster und Domdechant in Salzburg.
Einer der bedeutendsten Vertreter der Familie war Ferdinand von Fürstenberg. Der Fürstbischof von Paderborn und später auch Münster gilt als Vertreter des Barockkatholizismus und förderte maßgeblich Künste und Bildung im katholischen Westfalen. Im Gegensatz zu Dietrich von Fürstenberg gilt er als Friedensfürst mit hervorragenden internationalen Kontakten, die nach Rom und Paris reichten.
Auch im 18. Jahrhundert spielten die Fürstenbergs eine bedeutende Rolle in Westfalen. Franz-Wilhelm (1729–1810) war der führende, aufklärerisch gesinnte Minister des Hochstifts Münster und sein Bruder Franz-Egon (1737–1835) war letzter Fürstbischof von Paderborn und Hildesheim.
Seit Beginn ihrer Geschichte war die Familie auch im gewerblichen Bereich, etwa im Montanbereich, aktiv. Besonders engagiert war Christian Franz Dietrich. Er betrieb mehrere Hammerwerke, besaß Bergwerke und gründete Betriebe zur Farbenherstellung. Seit Ende des 18. Jahrhunderts konzentrierte sich die Familie aber mehr auf den Agrar- und Forstbereich.

### 19. und 20. Jahrhundert
Zum letzten Mal konnte Clemens Lothar von Fürstenberg (1725–1791) den Besitz des Hauses in einer Hand vereinigen. Nach seinem Tod kam es zur Aufteilung des Erbes. Friedrich-Leopold (1766–1835) setzte die Hauptlinie fort und bekam die westfälischen und rechtsrheinischen Güter. Er konnte durch den Kauf von Gütern, vor allem nach der Säkularisation, den Besitz stark vermehren (Kloster Grafschaft, Kloster Oelinghausen und Schloss Hugenpoet). Sein Bruder Theodor (1772–1828) wurde Begründer des rheinischen Familienzweigs mit Sitz in Stammheim bei Köln. Dazu gehörten auch die Besitzungen am Rhein, darunter auch die Herrschaft Sevenum in der Provinz Limburg (Niederlande). Der dritte Bruder Clemens bekam die Besitzungen an der Maas (mit Burg Obsinnich in Remersdaal). Nachdem dieser ohne Erben gestorben war, fielen die Güter an die Linie auf Schloss Stammheim.
Nach dem Tod von Friedrich Leopold wurde dessen Besitz noch einmal geteilt. Graf Franz Egon (1818–1902) setzte die Hauptlinie in Herdringen fort. Hinzu kamen eine Reihe von Gütern und die Gerechtsame im Sauerland. Er war auch Bauherr des 1844–1853 vom Kölner Dombaumeister Ernst Friedrich Zwirner erbauten Schlosses Herdringen. Clemens (1791–1844) erhielt die Herrlichkeit Horst und zwei weitere Güter. Er wurde Begründer der Linie auf Schloss Borbeck, der früheren Residenz der Essener Äbtissinnen. Theodor (1797–1879) wurde Begründer der Linie Fürstenberg-Heiligenhoven. Johann Friedrich (1799–1746) begründete die Linie Fürstenberg-Körtlinghausen. Aus dieser Linie gingen später weitere Zweige wie Fürstenberg-Gimborn hervor. Franz Friedrich (1802–1860) war Begründer der Linie Fürstenberg-Eggeringhausen. Adolph (1805–1880) begründete die Linie Fürstenberg-Lörsfeld und Joseph (1810–1880) die Linie Fürstenberg-Muffendorf.
Auch im 20. Jahrhundert brachte die Familie bedeutende Kirchenmänner, u. a. den Kardinal Maximilian Freiherr v. Fürstenberg (1904–1988) oder den Vizepräsidenten der Deutschen Assoziation des Souveränen Malteser Ritter- und Hospital-Ordens und ehemaligen Botschafter, Peter Freiherr von Fürstenberg (1936–2024), hervor.

## Adelstitel
Die Familie erhielt den Reichsfreiherrenstand in Wien am 26. April 1660 für mehrere Familienmitglieder.
Der aus einer der baltischen Linien stammende Andreas von Fürstenberg erhielt am 14. Juni 1731 den schwedischen Freiherrnstand. Da seine Söhne unverheiratet blieben, starb diese Linie schon 1761 im Mannesstamm aus; die Besitzungen kamen über seine Tochter Magdalene Euphemia (1710–1778) an die Familie von Kirchbach.
Linie Herdringen: Preußischer Grafenstand als Graf von Fürstenberg-Herdringen, an den Fideikommiss-Besitz Herdringen gebunden (in Primogenitur), am 16. Januar 1843 für Franz Egon Freiherr von Fürstenberg auf Herdringen, Mitglied des preußischen Herrenhauses und Erbtruchsess im Herzogtum Westfalen.
Linie Stammheim: Preußischer Grafenstand als Graf von Fürstenberg-Stammheim, an den Besitz Stammheim gebunden (in Primogenitur), am 15. Oktober 1840 für den königlich preußischen Kammerherrn Franz Egon Freiherr von Fürstenberg auf Stammheim. Diese Linie starb 1925 aus.
Belgische Linie: Adelsnaturalisation als Baron de Furstenberg am 18. April 1887 für Clemens Freiherr von Fürstenberg. Belgischer Grafenstand als Comte de Furstenberg (Primogenitur) am 3. Januar 1964 für Landwirtschafts-Ingenieur Wenemar Freiherr von Fürstenberg.
Linie Deroy von Fürstenberg: Königlich bayerischer Grafenstand 1914 für Joseph Erwein Freiherr von Fürstenberg (1908–1977) als Graf von Deroy, Freiherr von Fürstenberg, Sohn des Friedrich Freiherrn von Fürstenberg und der Odette Gräfin von Deroy, Erbin von Schloss Weihenstephan bei Landshut.

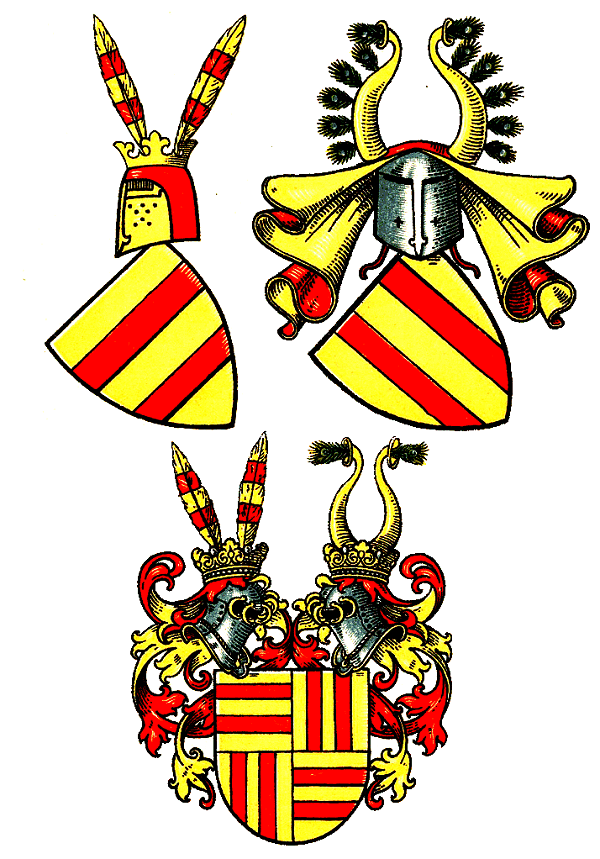
Wappen derer von Fürstenberg und der ausgestorbenen Edelherren von Grafschaft – sowie das Wappen der Fürstenbergs nach der Wappenvereinigung mit dem der Herren von Grafschaft mit Diplom von Leopold I. von 1660

## Wappen
Das Stammwappen zeigt in Gold zwei rote Balken. Auf dem Helm mit rot-goldenen Decken stehen zwei mit je zwei roten Balken belegte goldene Fasanenfedern.
Die Helmzier schwankte im Lauf der Entwicklung. Am Anfang standen zwei Hörner. Seit dem 14. und vor allem 15. Jahrhundert wurden diese von den genannten Federn ersetzt.
Das freiherrliche Wappen von 1660 ist gevierteilt: 1 und 4 das Stammwappen, 2 und 3 in Gold zwei rote Pfähle (der ausgestorbenen Edelherren von Grafschaft). Zwei Helme mit rot-goldenen Decken, rechts der Stammhelm, auf dem linken zwei rote (oder goldenen) Büffelhorner mit Pfauenfedern an den Mündungen besteckt (von Grafschaft).

## Linien und Besitzungen
1. Ast: Herdringen
1. Zweig (Herdringen) im Sauerland:
- Burg Schnellenberg (seit 1594)
- Schloss Herdringen (seit 1618)
- Schloss Adolfsburg (ca. 1670 bis 1980)
- Schloss Dahlhausen mit Gut Osthöfen (seit 1792)

Der 2. Zweig erbte Güter in Oberschlesien und Holstein:
- Gut Immenwald (Kopanina) bei Miedar und Gut Thule in Oberschlesien
- Gut Nehmten, Holstein (seit 20. Jh.)

2. Ast: Hugenpoet
- Schloss Hugenpoet, Essen (seit 1831)
- Schloss Borbeck, Essen (1826 erworben, 1941 verkauft)
- Schloss Horst, Gelsenkirchen (1706 bis 1988)
- Schloss Lörsfeld, Kerpen bei Köln (seit 1819; ursprünglicher Zweig erloschen, seit 1941 im Besitz des Zweiges Hugenpoet)
- Haus Hahn in Sindorf (Kerpen) (verpachtet)
- Schloss Liedberg, Korschenbroich, Niederrhein (Anfang 19. bis 20. Jh.)
- Haus Brabecke (Schmallenberg), Sauerland[16]
- Burg Bachem, Frechen/Köln (seit 1836)

3. Ast: Heiligenhoven
- Schloss Heiligenhoven, Lindlar, Oberbergischer Kreis (19. Jh. bis 1928)

4. Ast: Körtlinghausen
- Schloss Körtlinghausen, Sauerland (seit 1830)
- Schloss Borlinghausen, Kreis Höxter (1912 bis 1926)
- Gut Holthausen, Büren, Kreis Paderborn (seit 1944)
- Schloss Eggeringhausen, Kreis Soest (seit 1829)
- Gut Schweckhausen bei Balksen, Kreis Soest (1825 bis 1873)
- Schloss Bruchhausen, Sauerland (seit Mitte 20. Jh.)
- Schloss Gimborn, Oberbergischer Kreis (seit 1874)
- Haus Lengelsen, Werdohl, Sauerland
- Burg Obsinnich in Remersdaal/Belgien (seit 1721, das Schloss bis ca. 1950, heute Hotel[17])
- Schloss Weihenstephan bei Landshut (seit Anfang des 20. Jahrhunderts im Besitz der Grafen von Deroy, Freiherren von Fürstenberg)

Weitere ehemalige Besitze:
- Schloss Höllinghofen, Sauerland (1371–82 und 1414 bis Ende 16. Jh.)
- Neheim, Sauerland:
  - Burghaus Gransau (15./16. Jh.)
  - Drostenhof (16./17. Jh.)
  - Burghaus Schüngel (Haus Böckenförde), 1744
  - Fresekenhof (1766 bis 1980)
- Haus Bitz, Bachem/Köln (1785–1940 im Besitz der Familie)
- Schloss Stammheim (Köln) (1818 bis 1928, Zweig erloschen) und Schloss Reuschenberg
- Kommende Muffendorf, Bonn (19. Jh. bis 1898, Zweig erloschen)

## Gegenwärtige Besitze

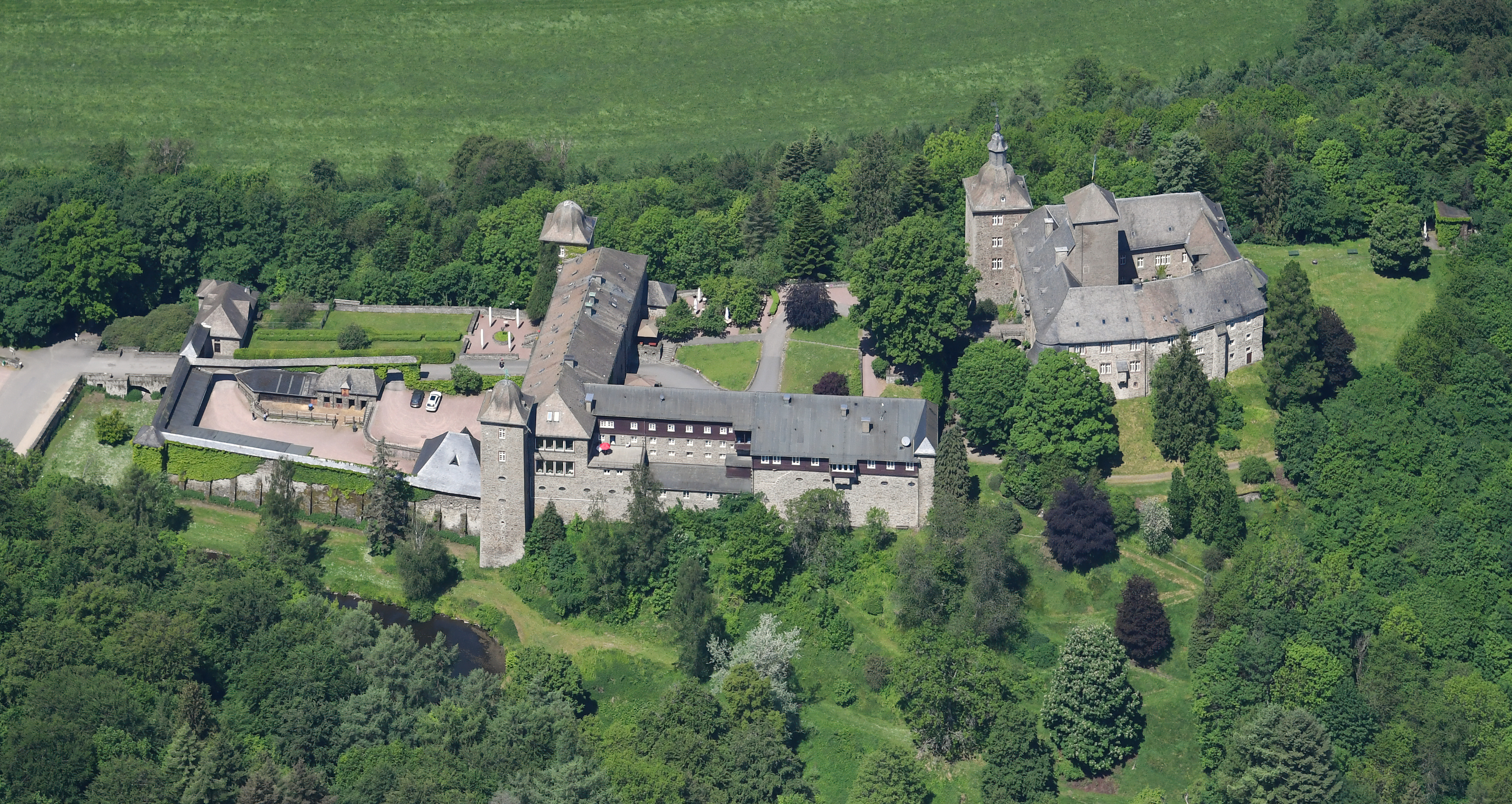
Burg Schnellenberg, Sauerland
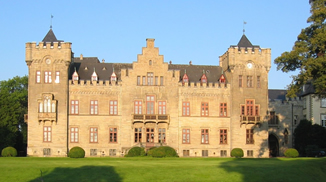
Schloss Herdringen, Sauerland
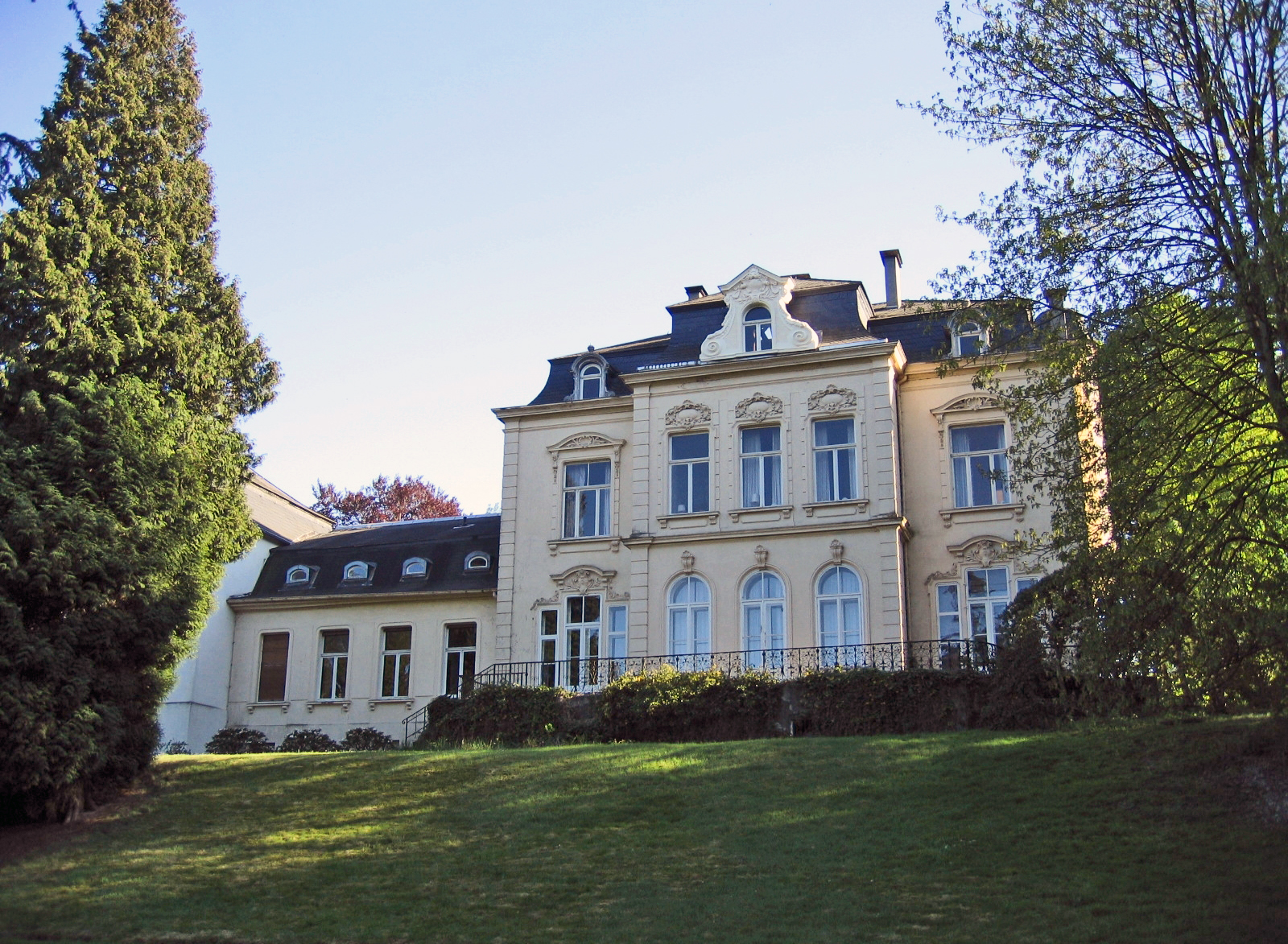
Schloss Dahlhausen, Sauerland
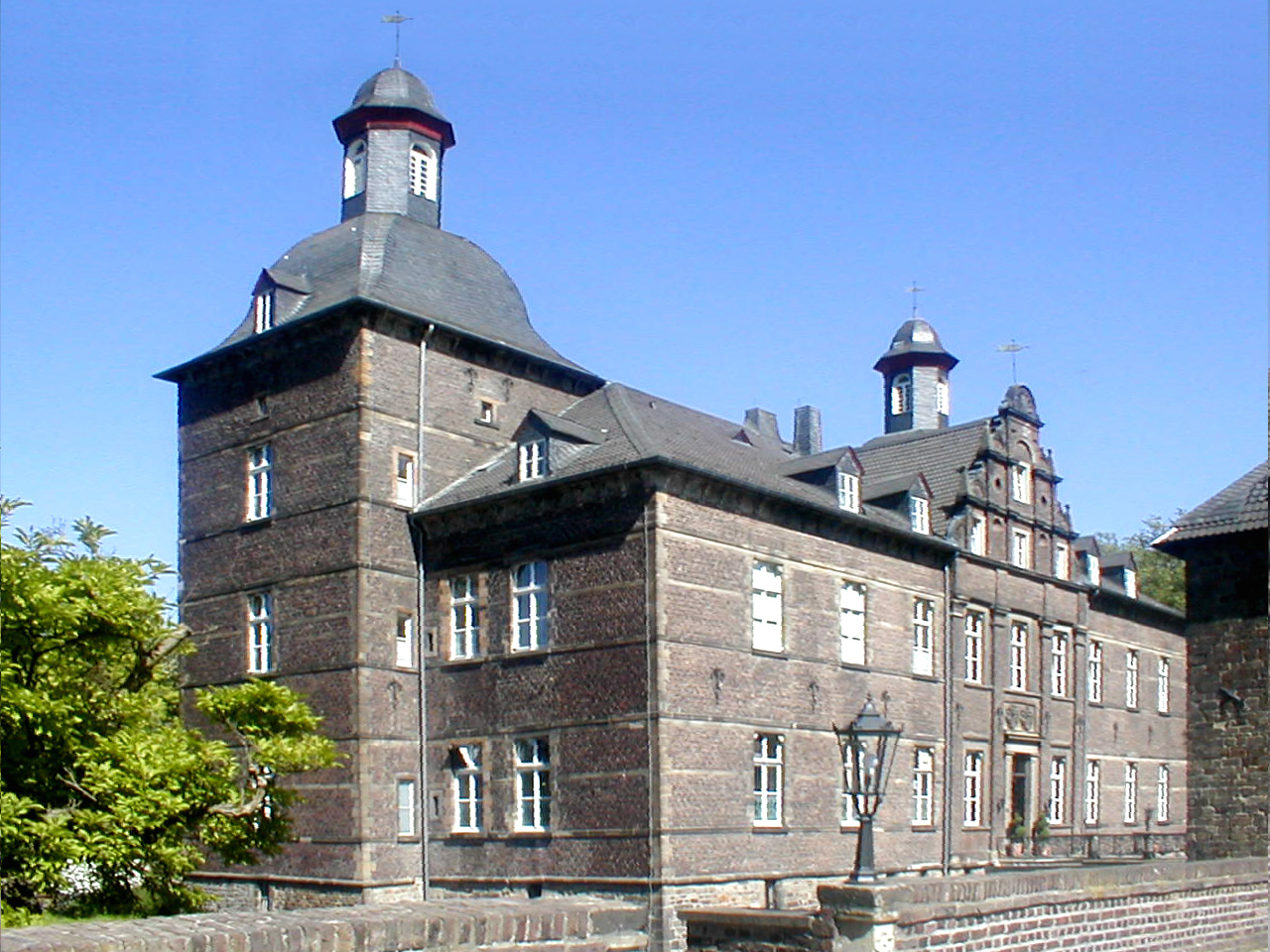
Schloss Hugenpoet, Essen-Kettwig
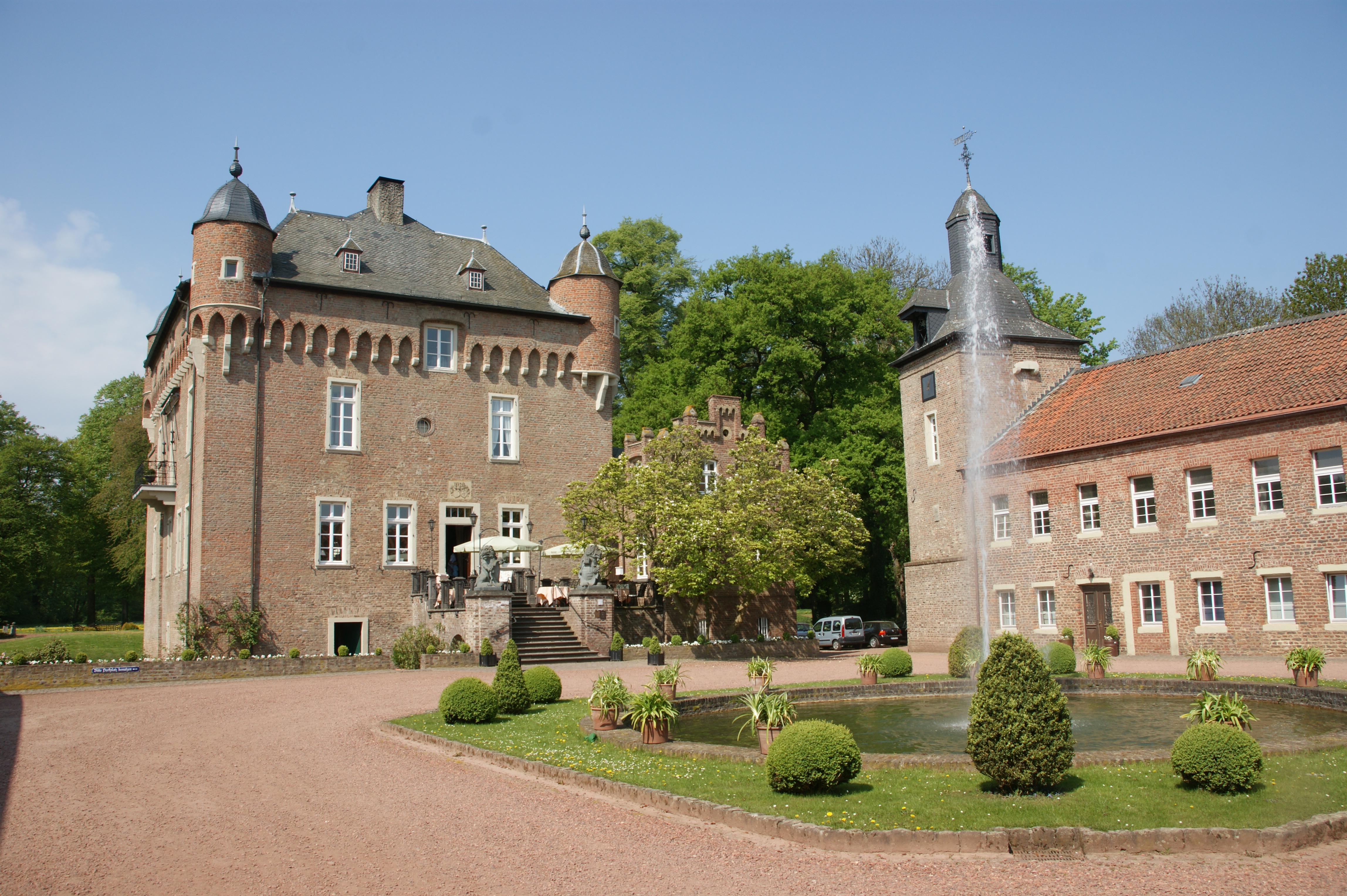
Schloss Lörsfeld, Kerpen
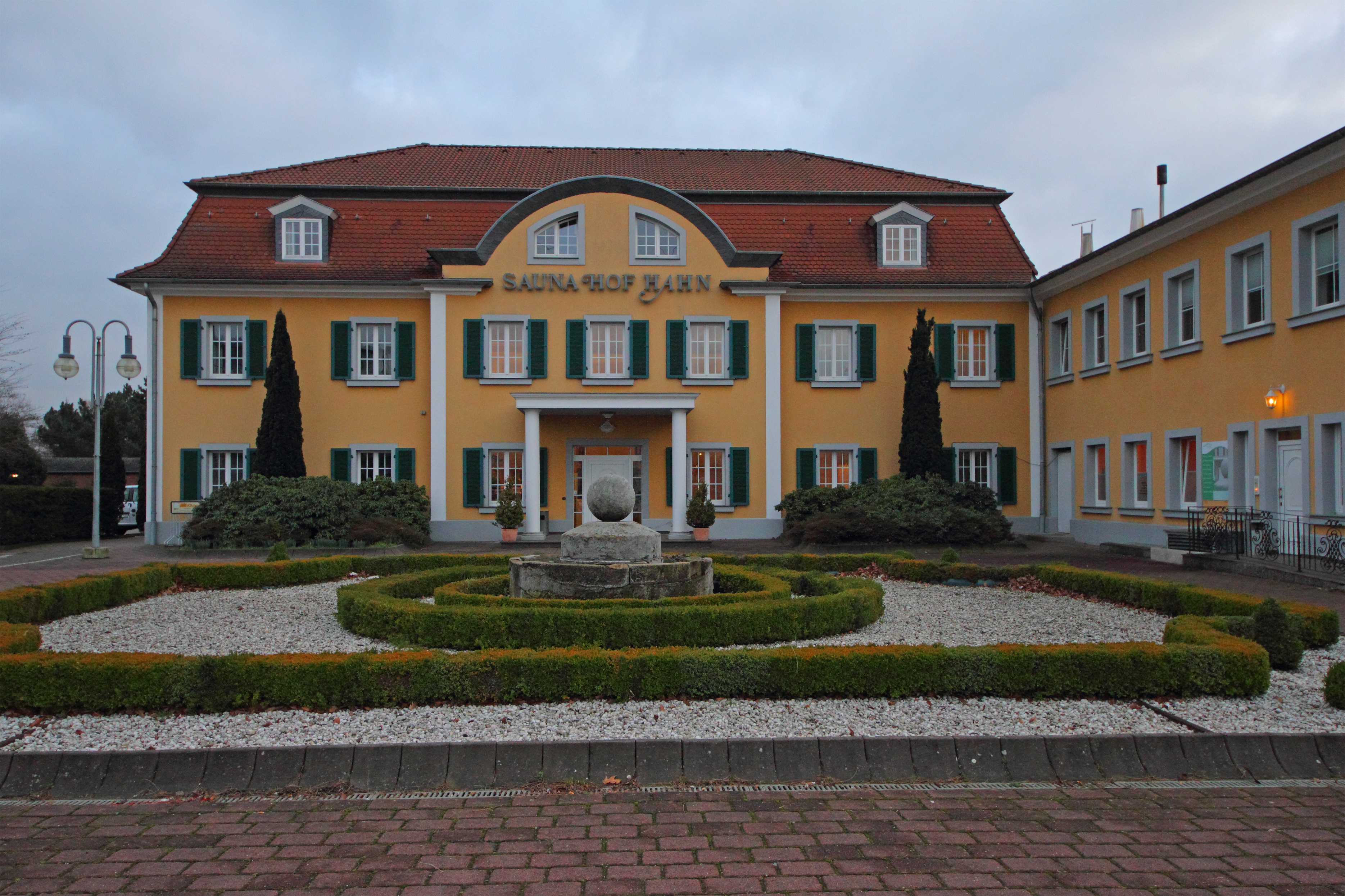
Haus Hahn in Sindorf (Kerpen)
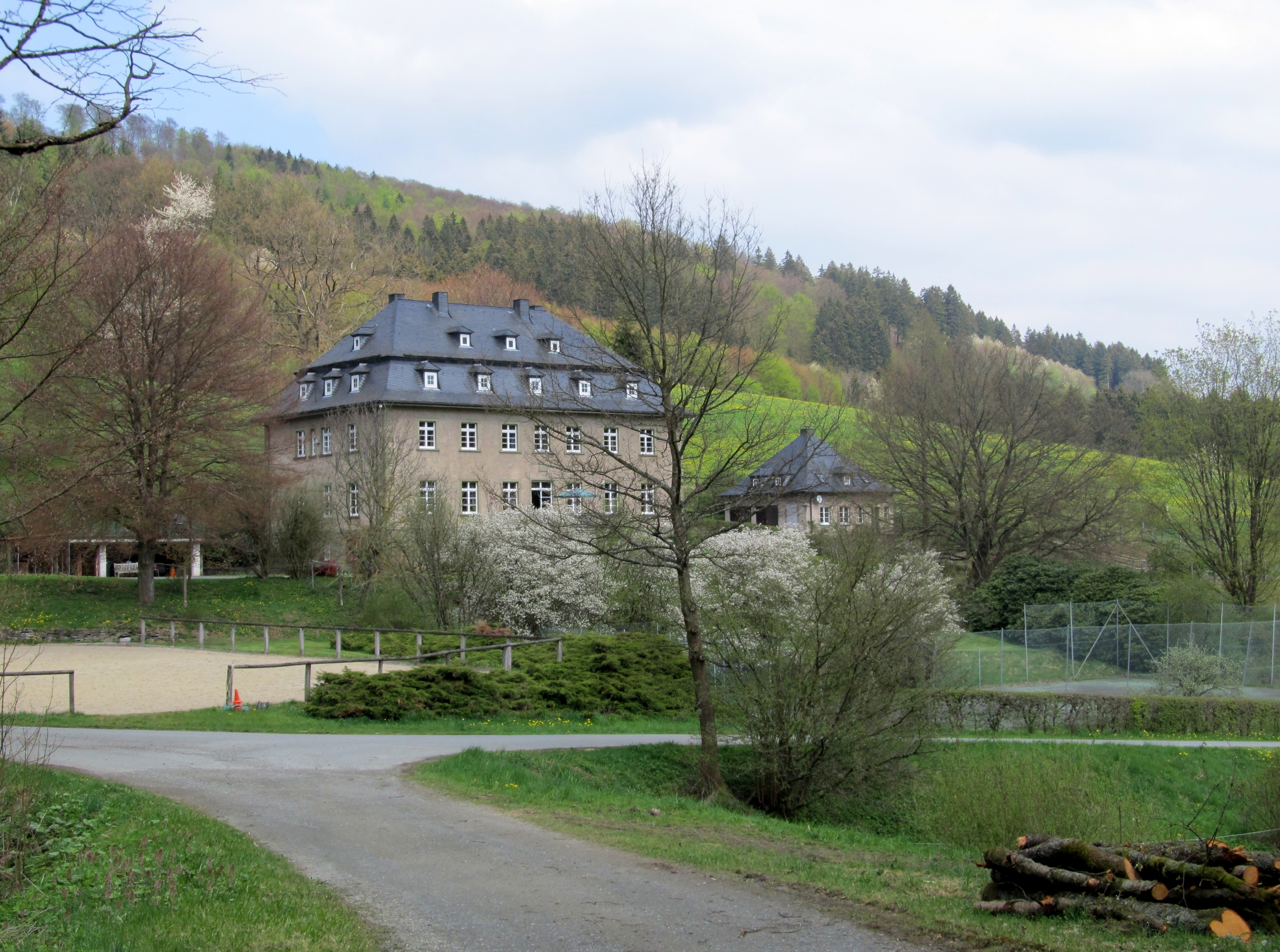
Haus Brabecke (Schmallenberg), Sauerland
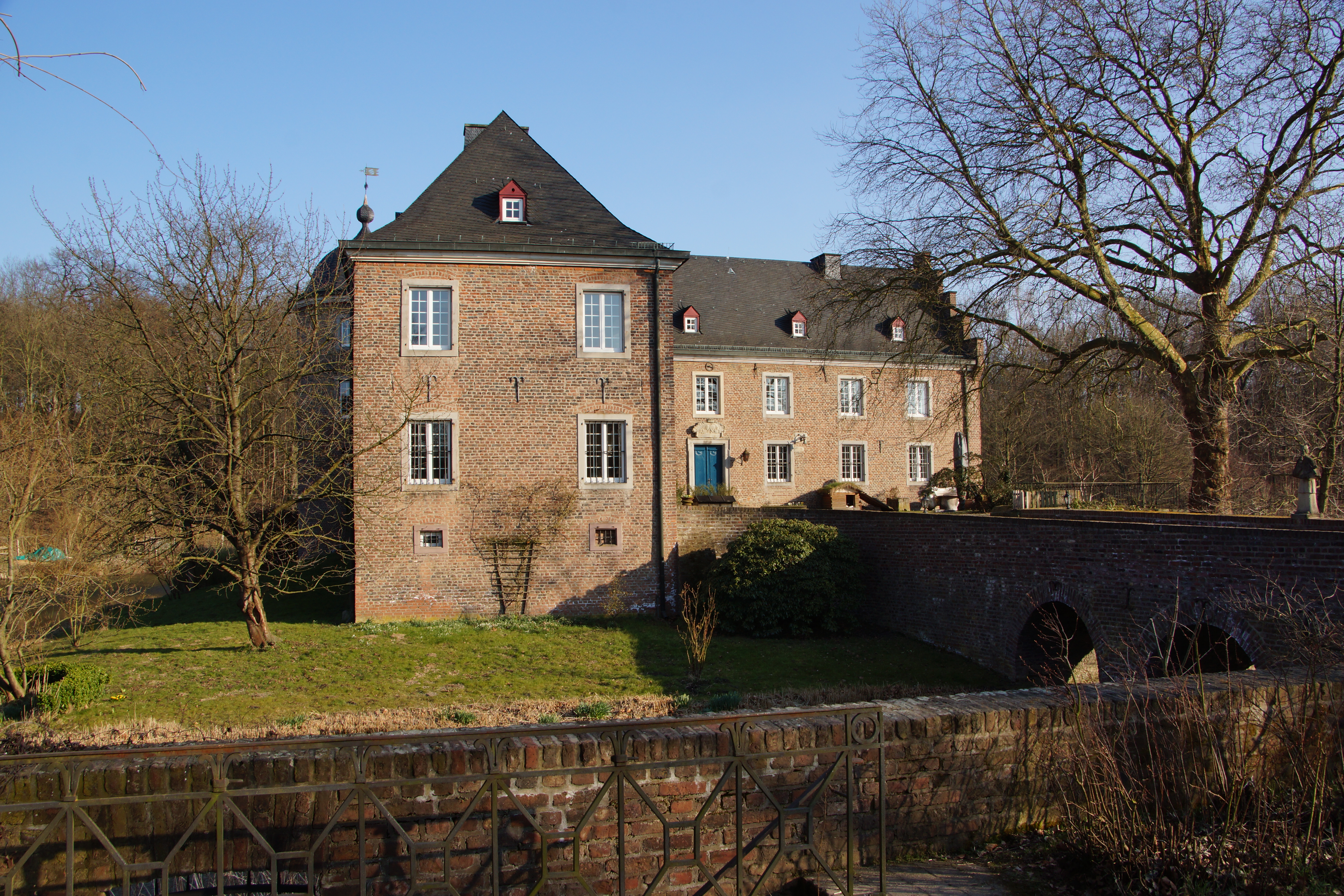
Burg Bachem bei Köln
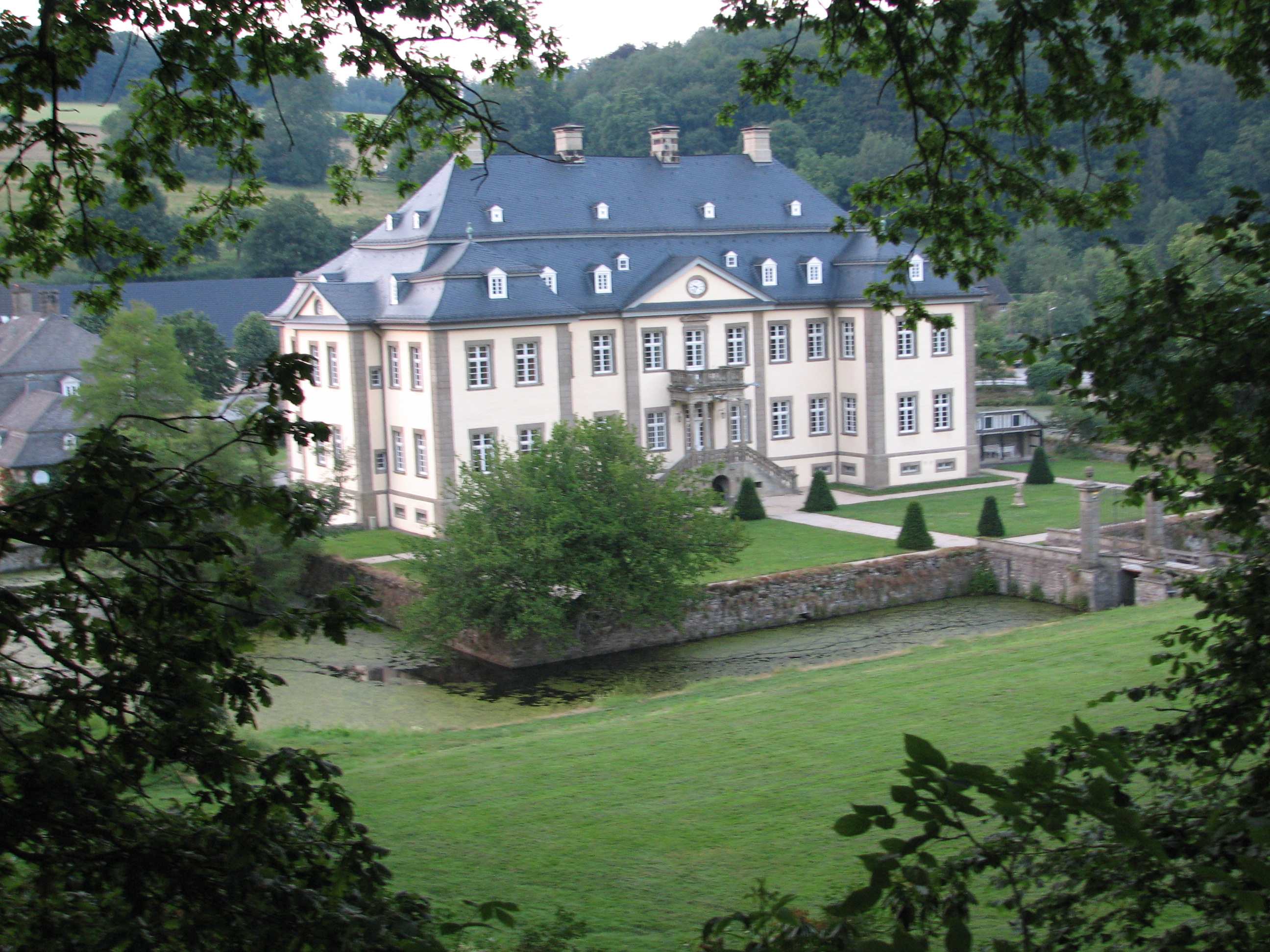
Schloss Körtlinghausen, Sauerland
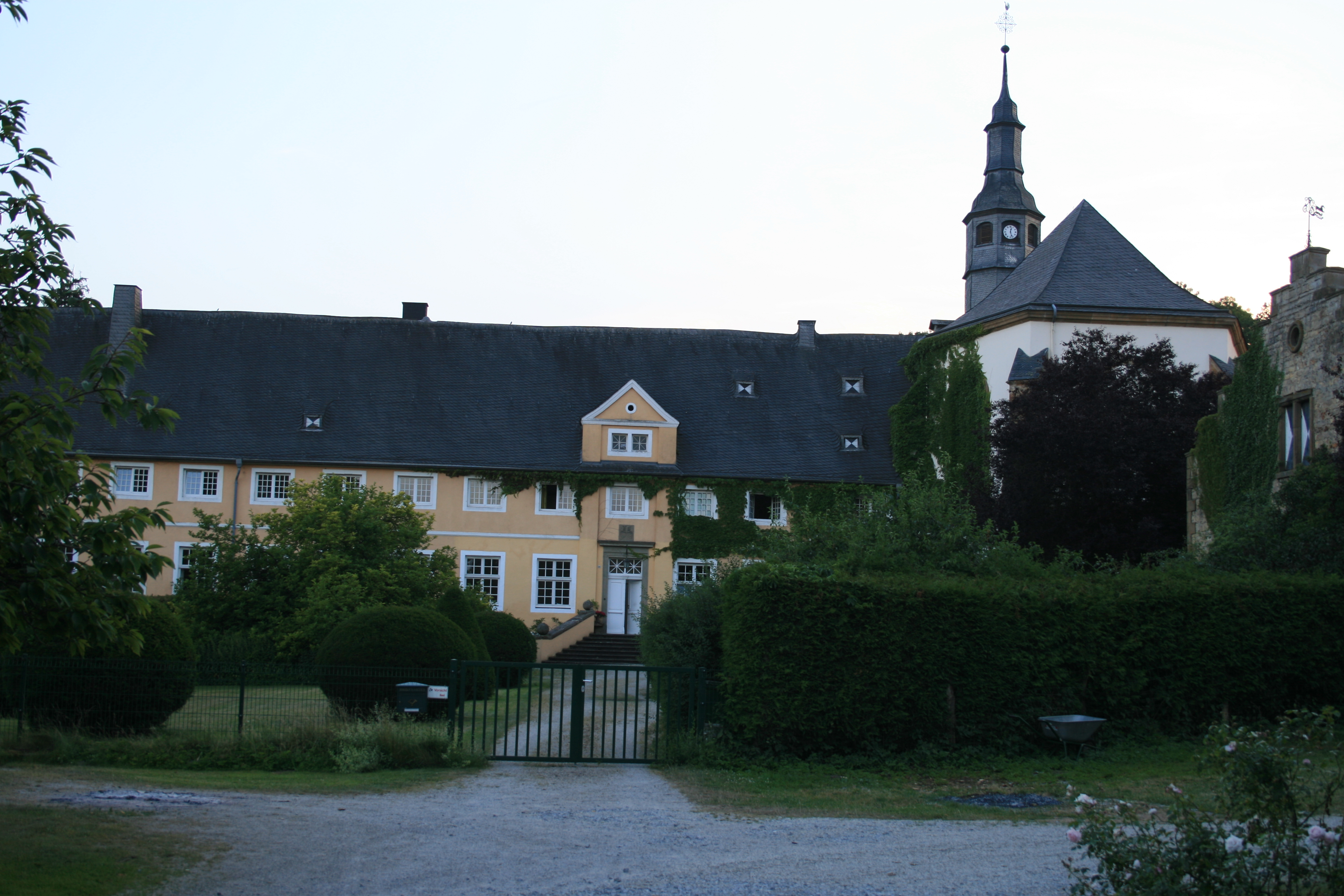
Gut Holthausen, Büren, Kreis Paderborn
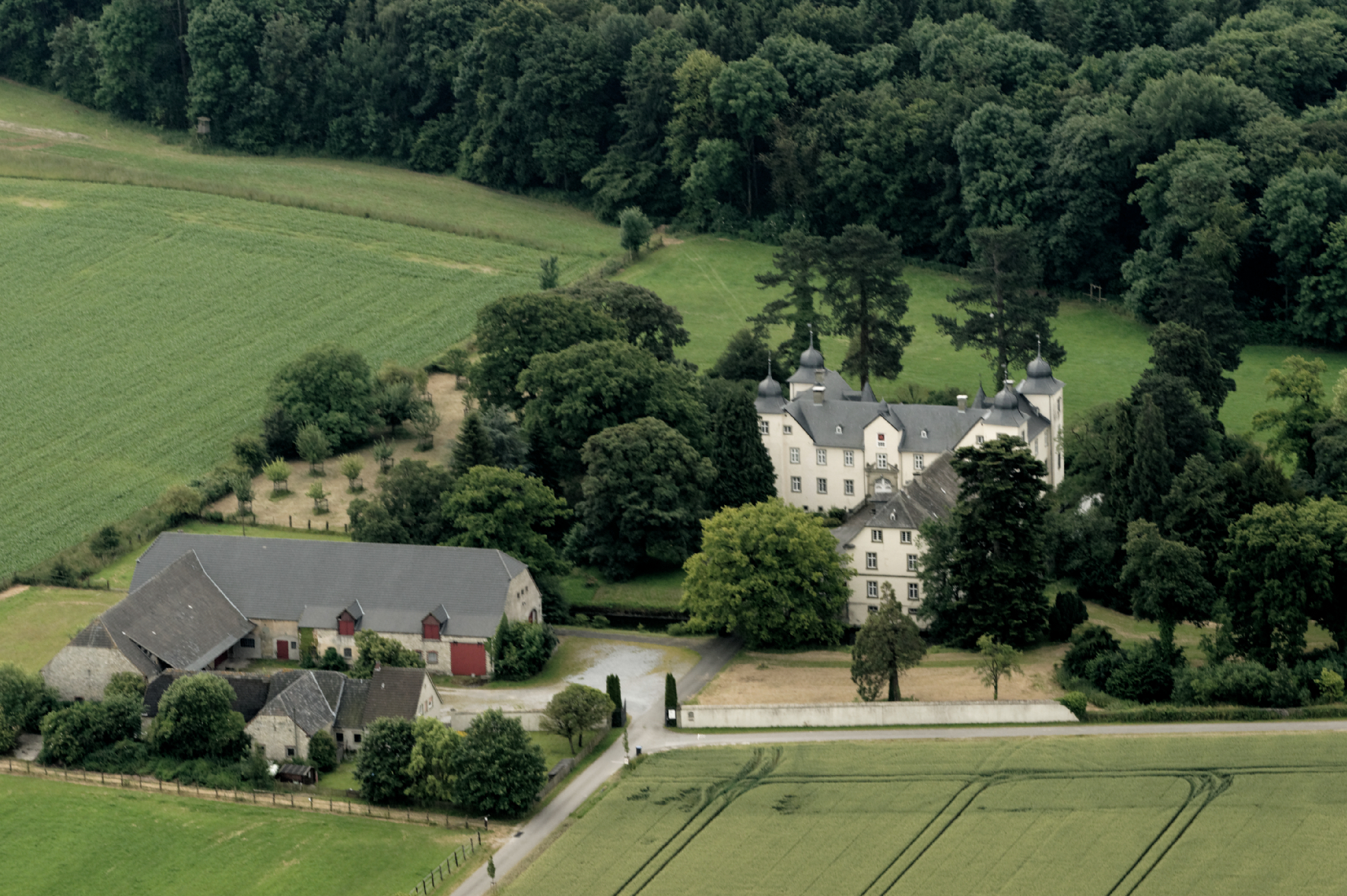
Schloss Eggeringhausen, Kreis Soest
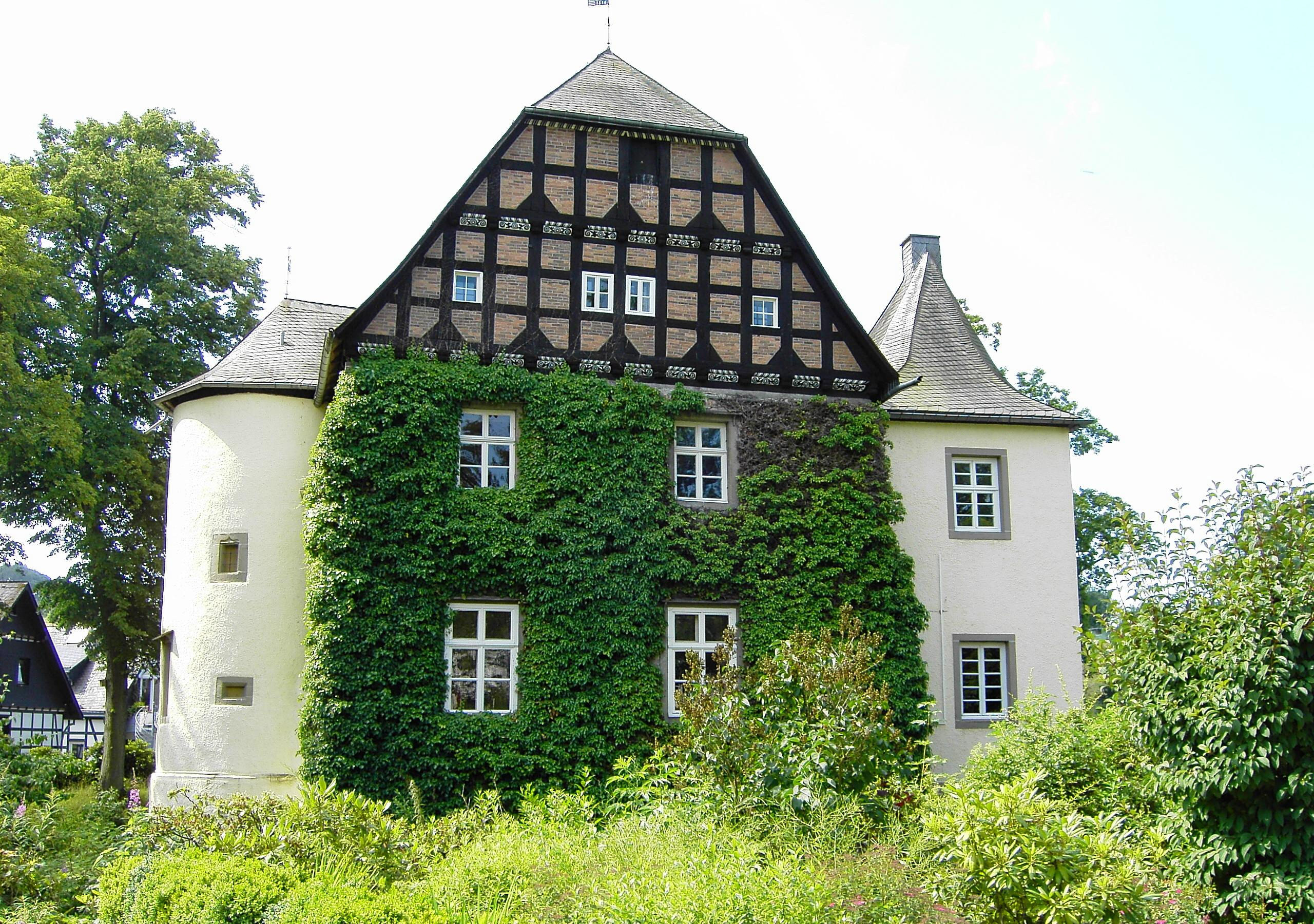
Schloss Bruchhausen, Sauerland
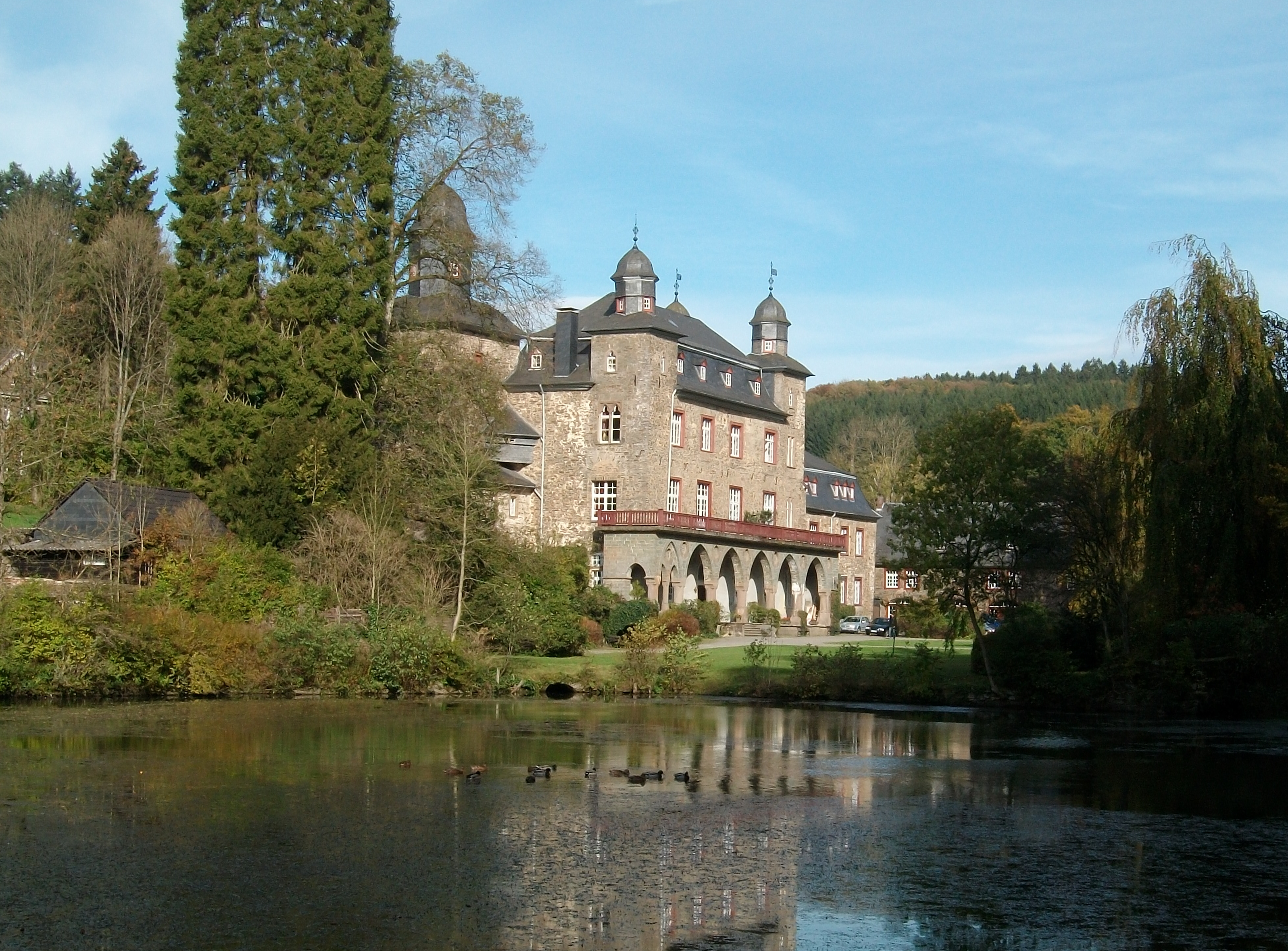
Schloss Gimborn, Oberbergischer Kreis
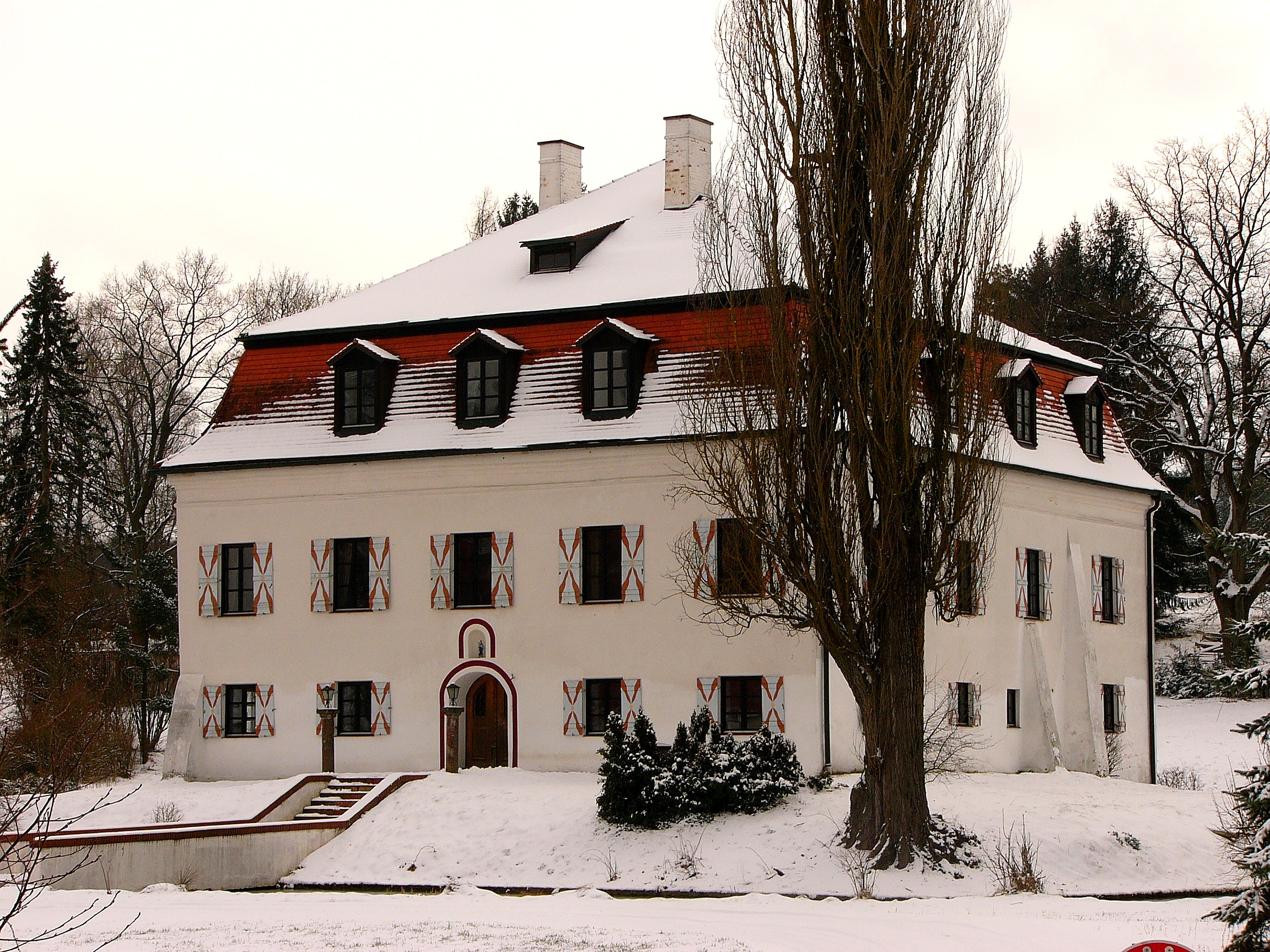
Schloss Weihenstephan bei Landshut, Niederbayern
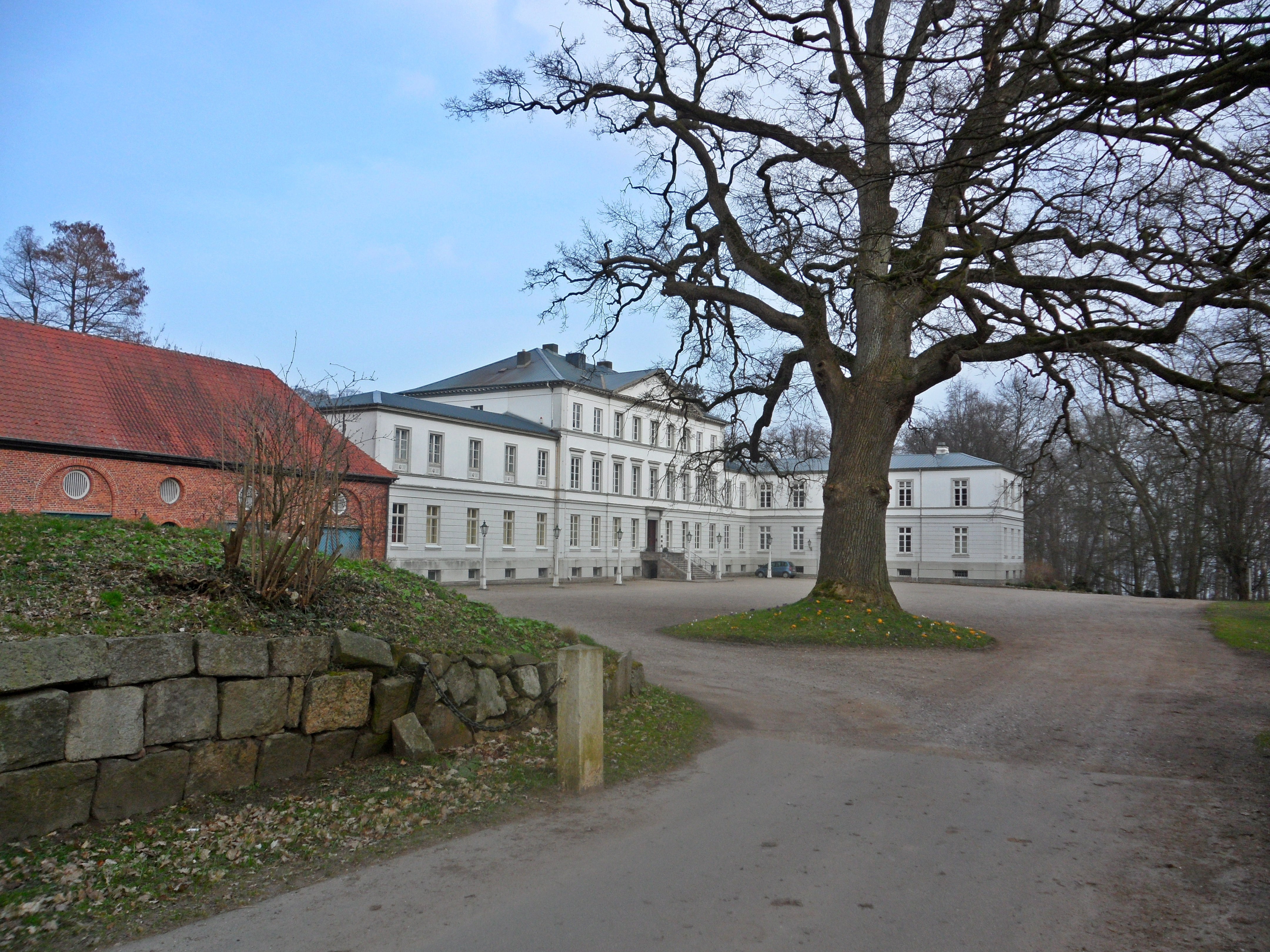
Gut Nehmten, Holstein

## Ehemalige Besitze

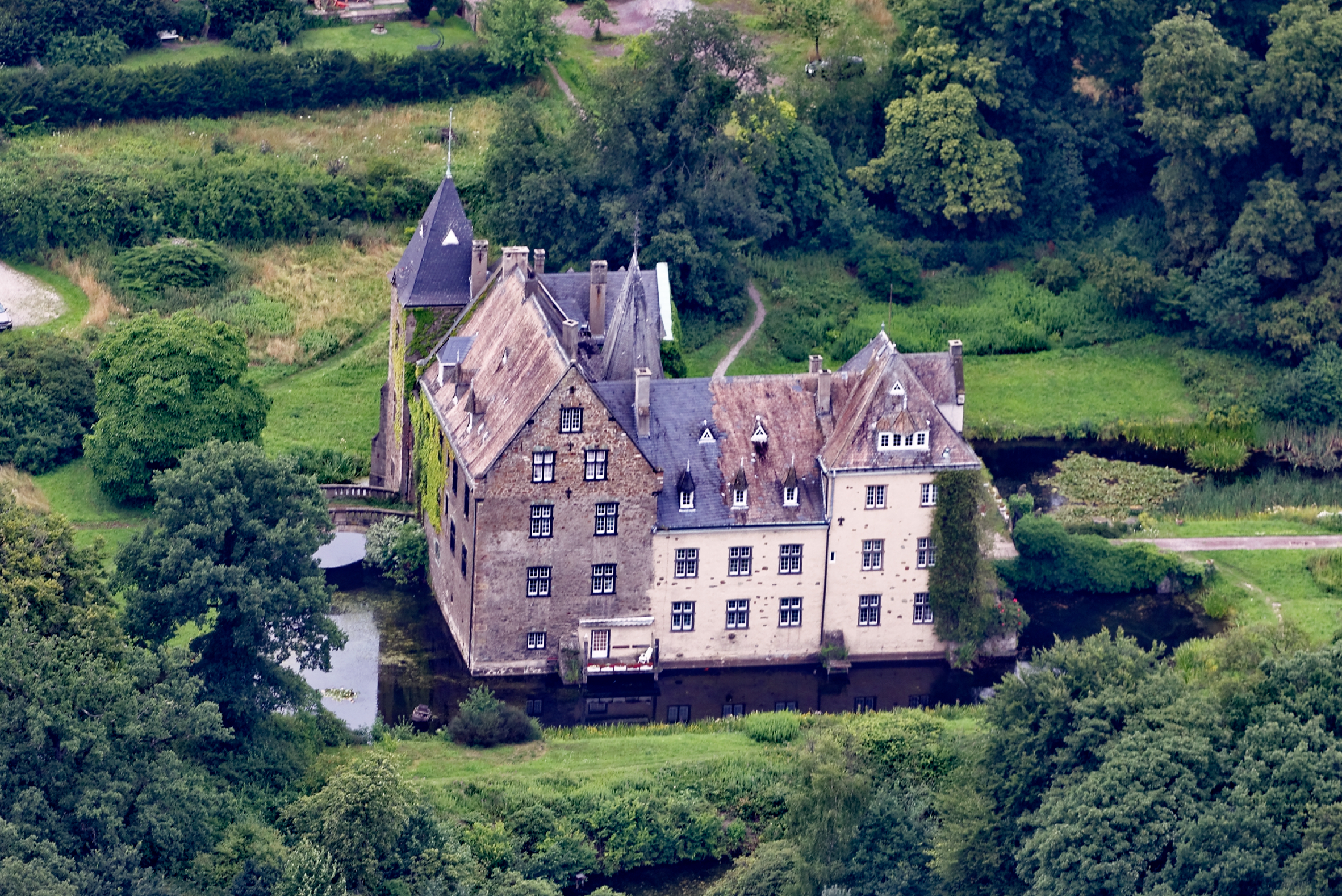
Schloss Höllinghofen, Sauerland (1371–82 und 1414 – Ende 16. Jh.)
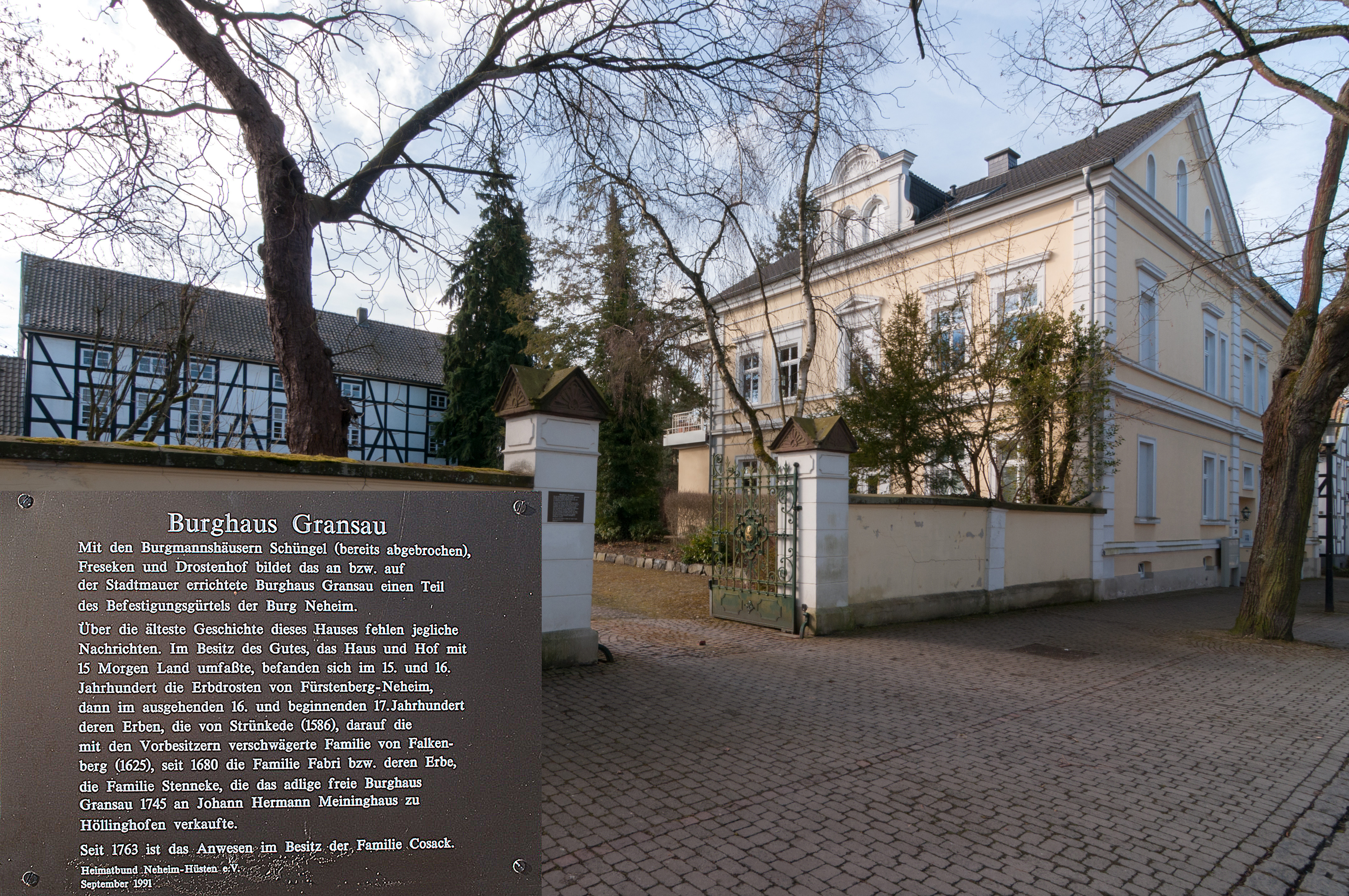
Burghaus Gransau in Neheim, Sauerland (15./16. Jh.)
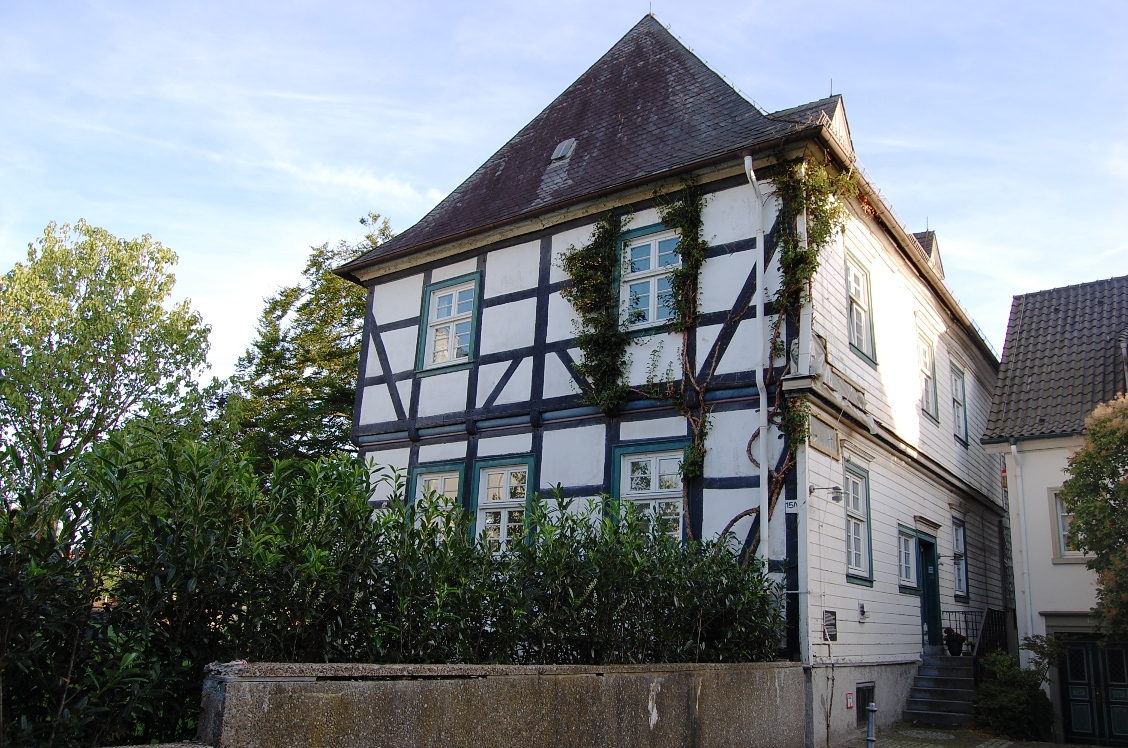
Drostenhof, Neheim (16./17. Jh.)
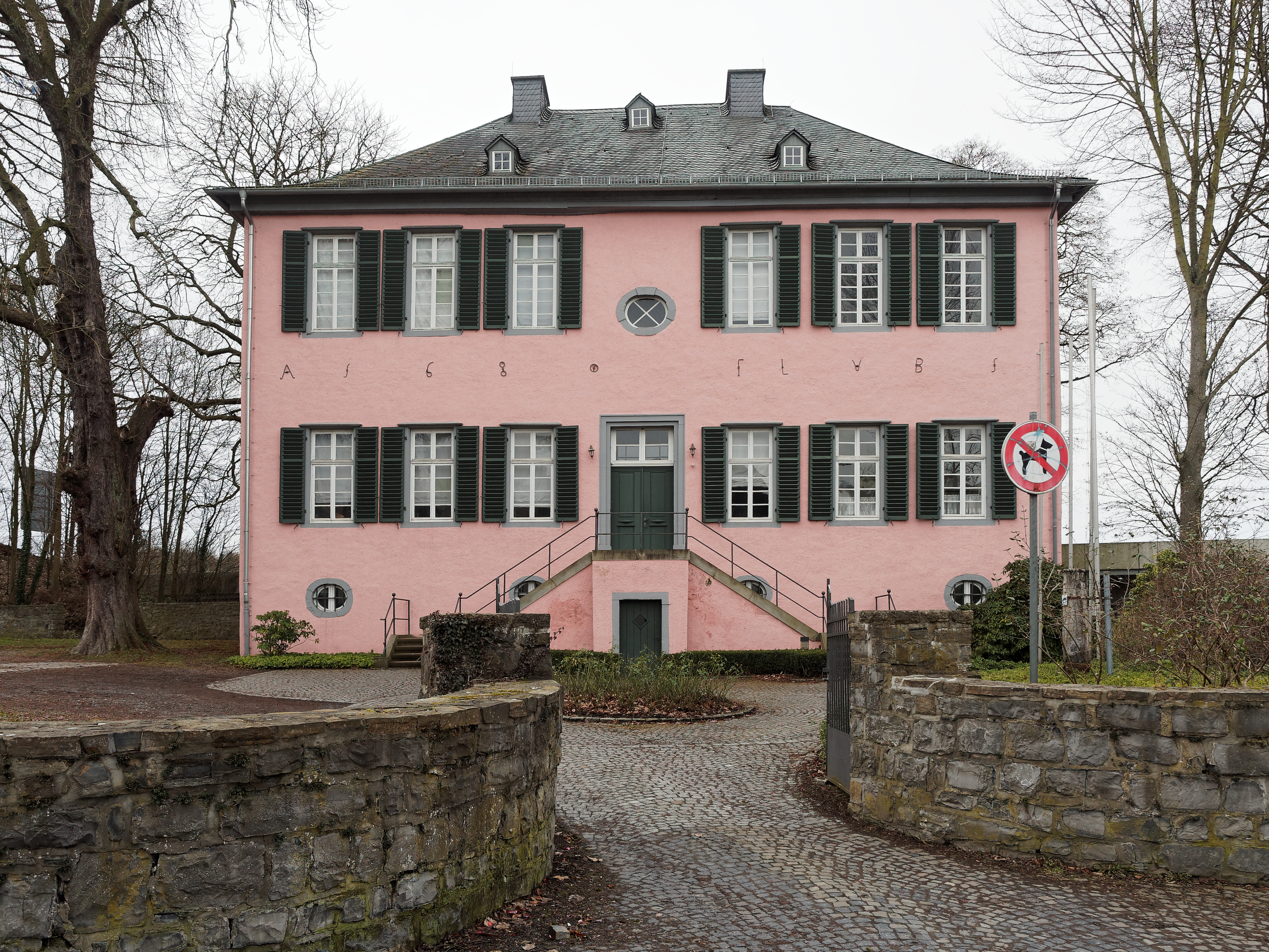
Fresekenhof, Neheim (1766 – 1980)
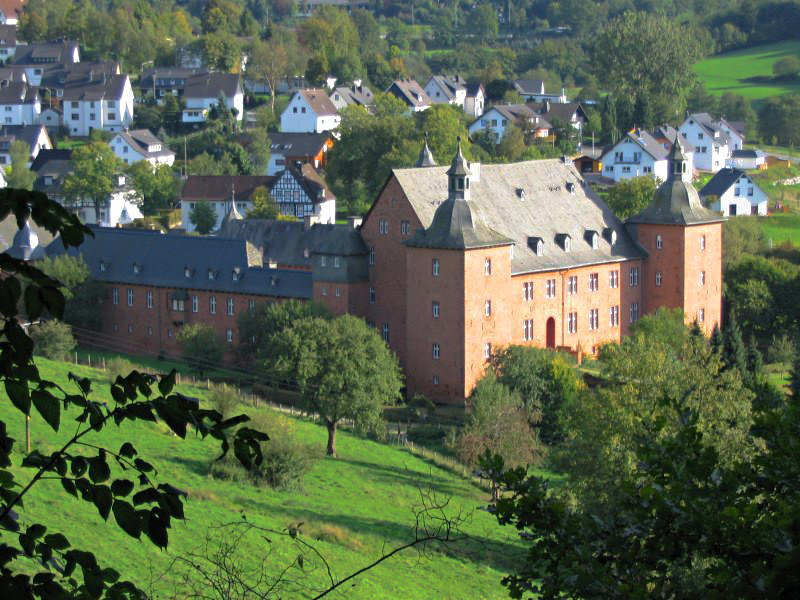
Schloss Adolfsburg, Sauerland (ca. 1670–1980)
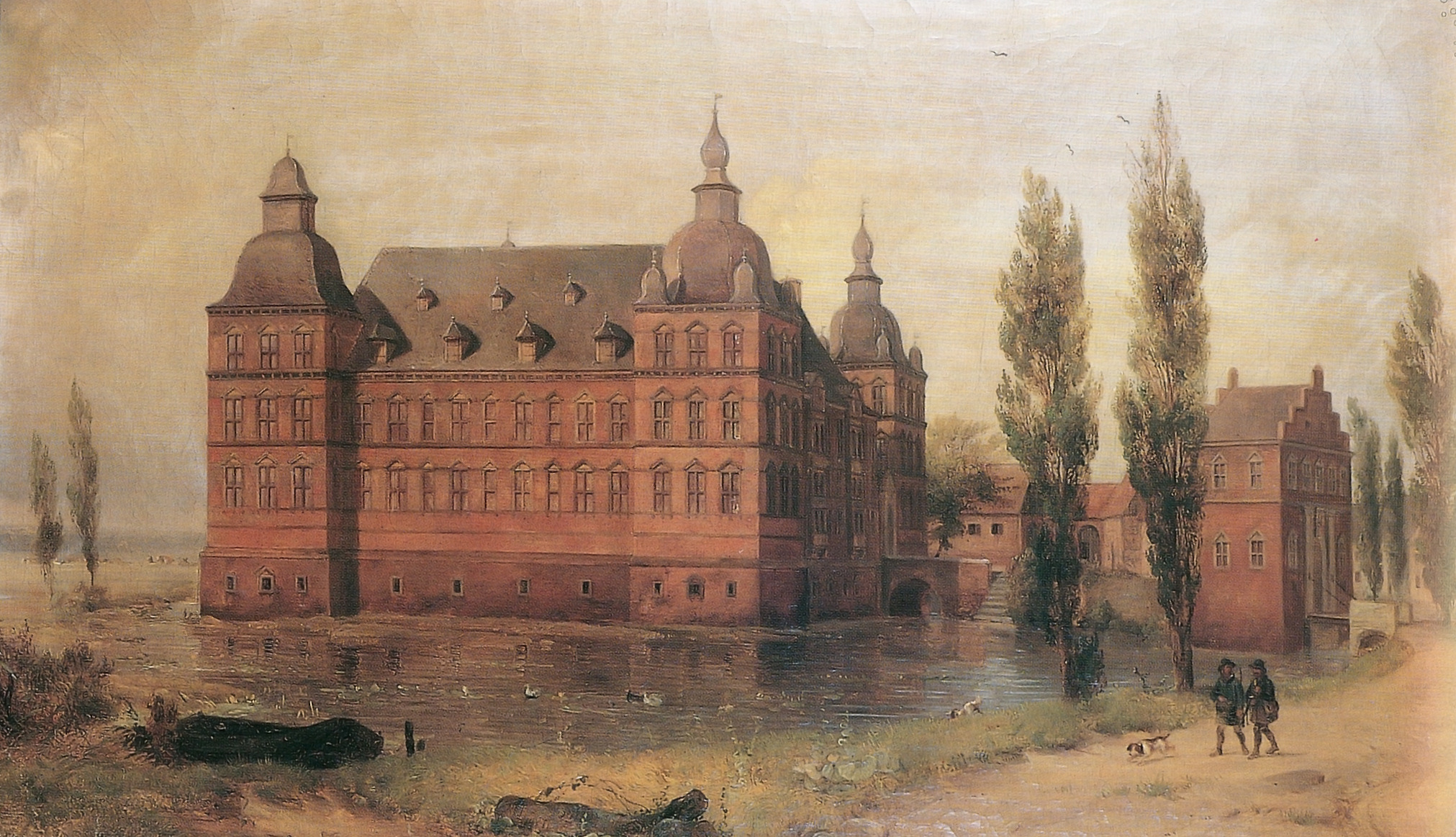
Schloss Horst, Gelsenkirchen (1706 – 1988)
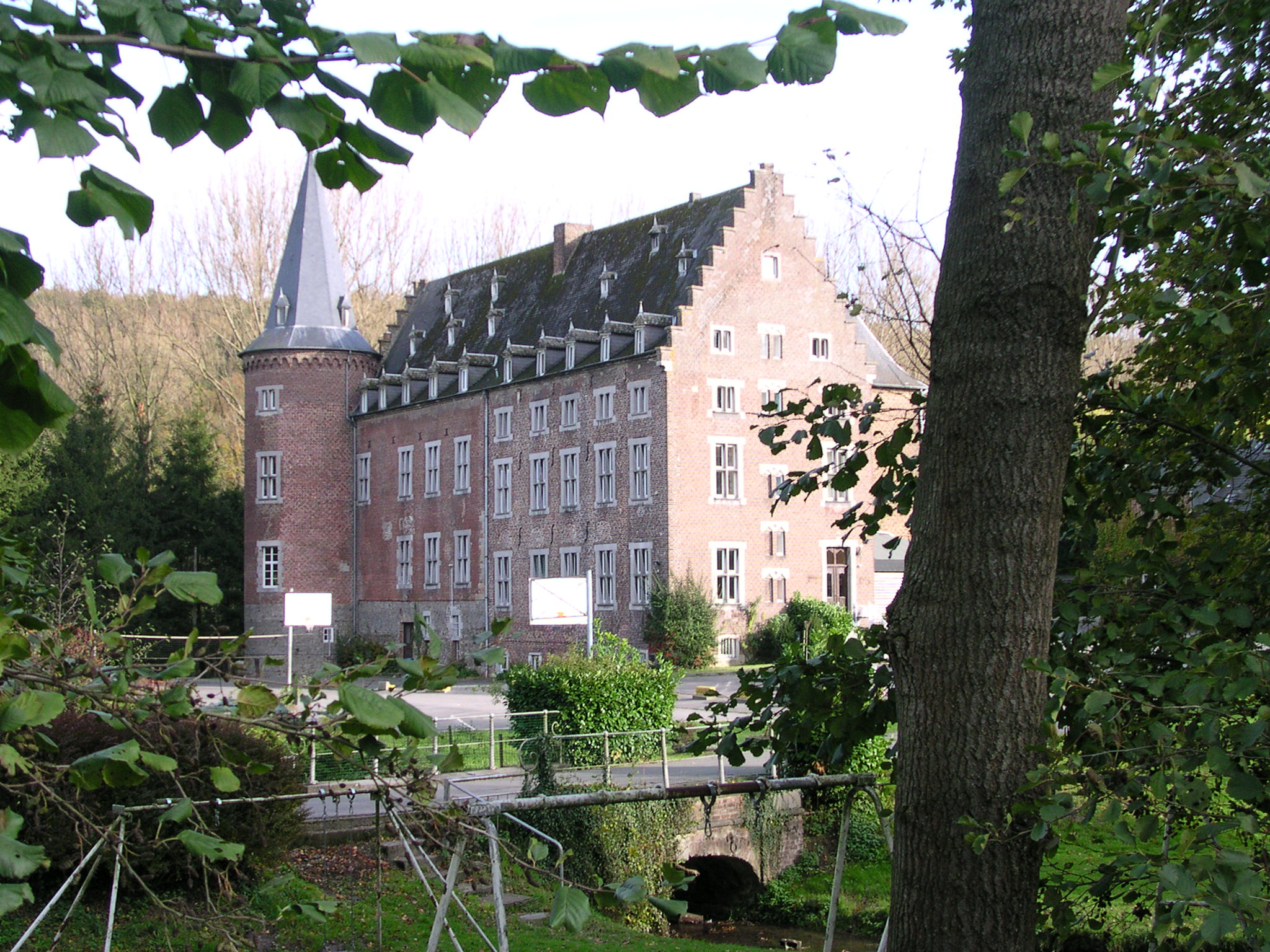
Burg Obsinnich in Remersdaal/Belgien (seit 1721 – ca. 1950)
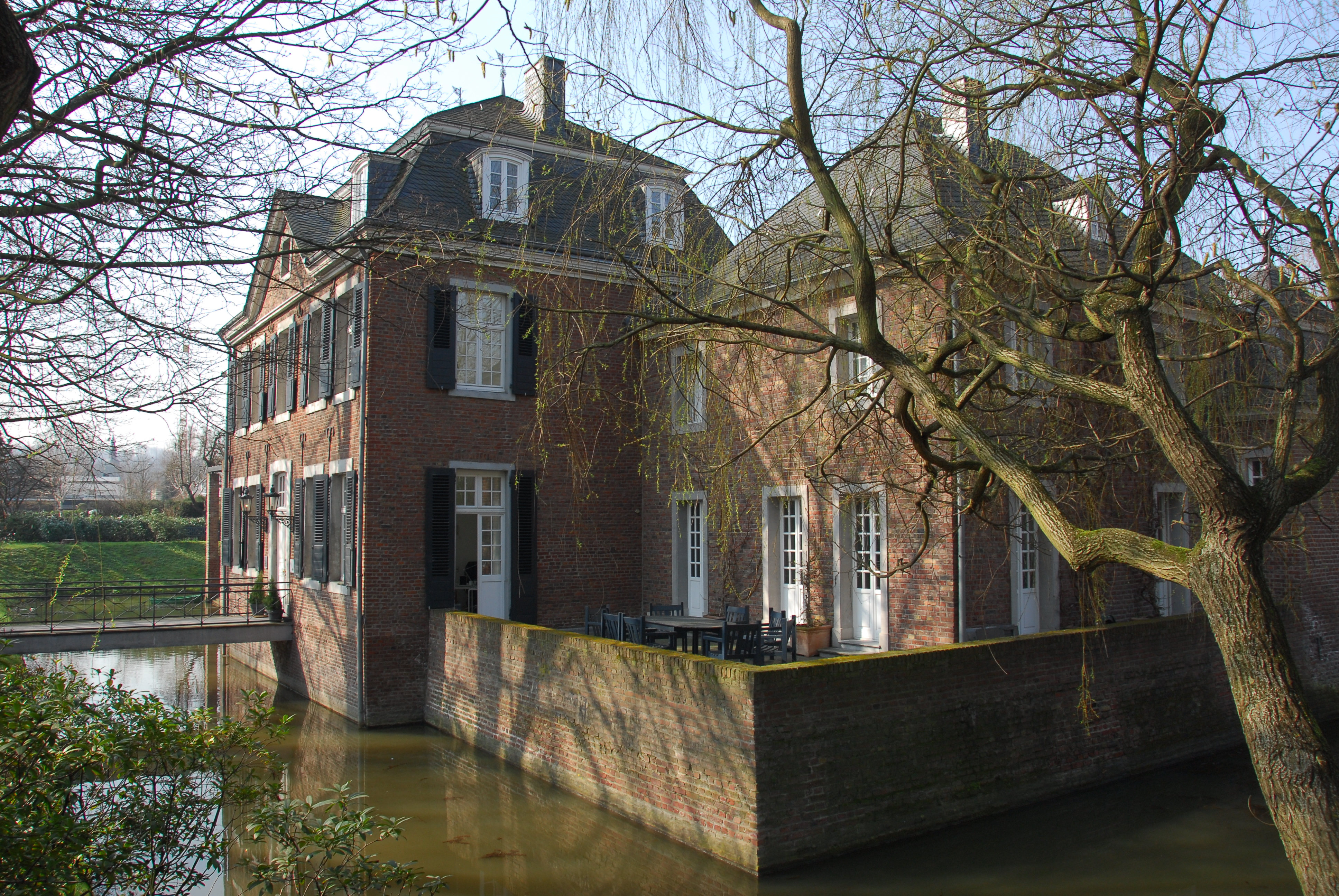
Haus Bitz, Bachem/Köln (1785 – 1940)
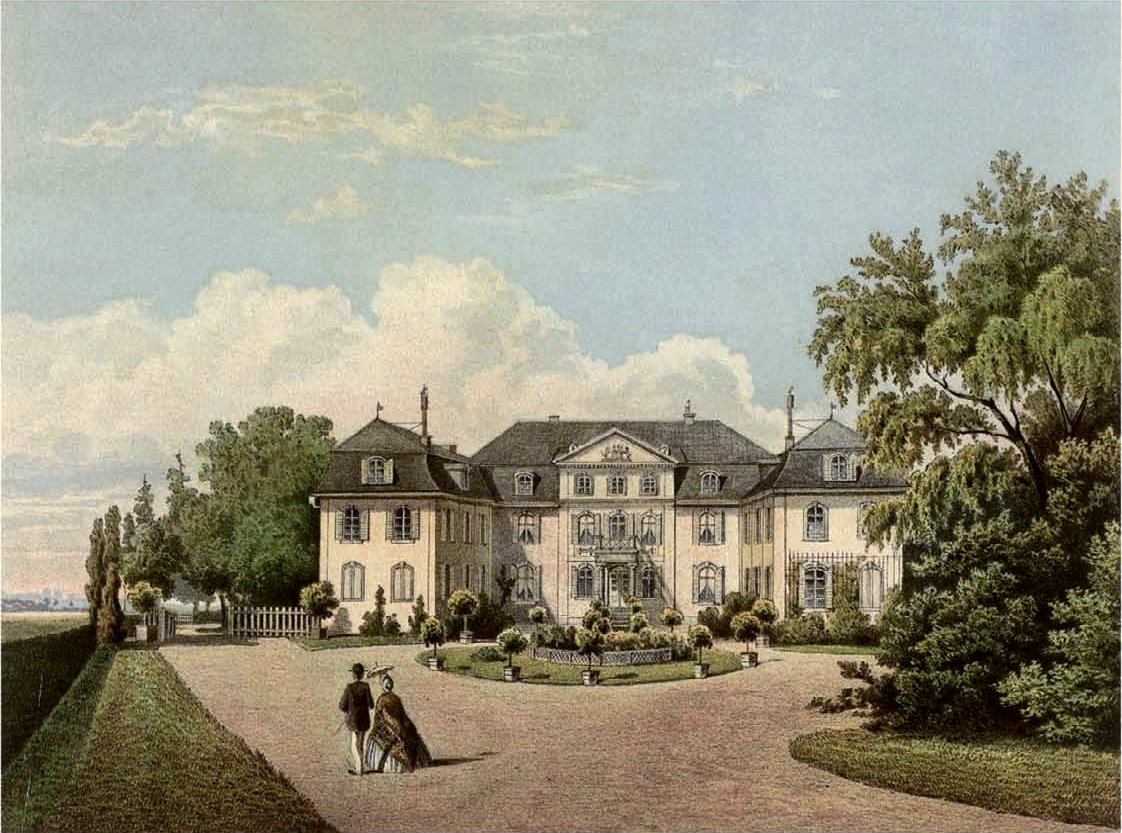
Schloss Stammheim (Köln) (1818 – 1928)
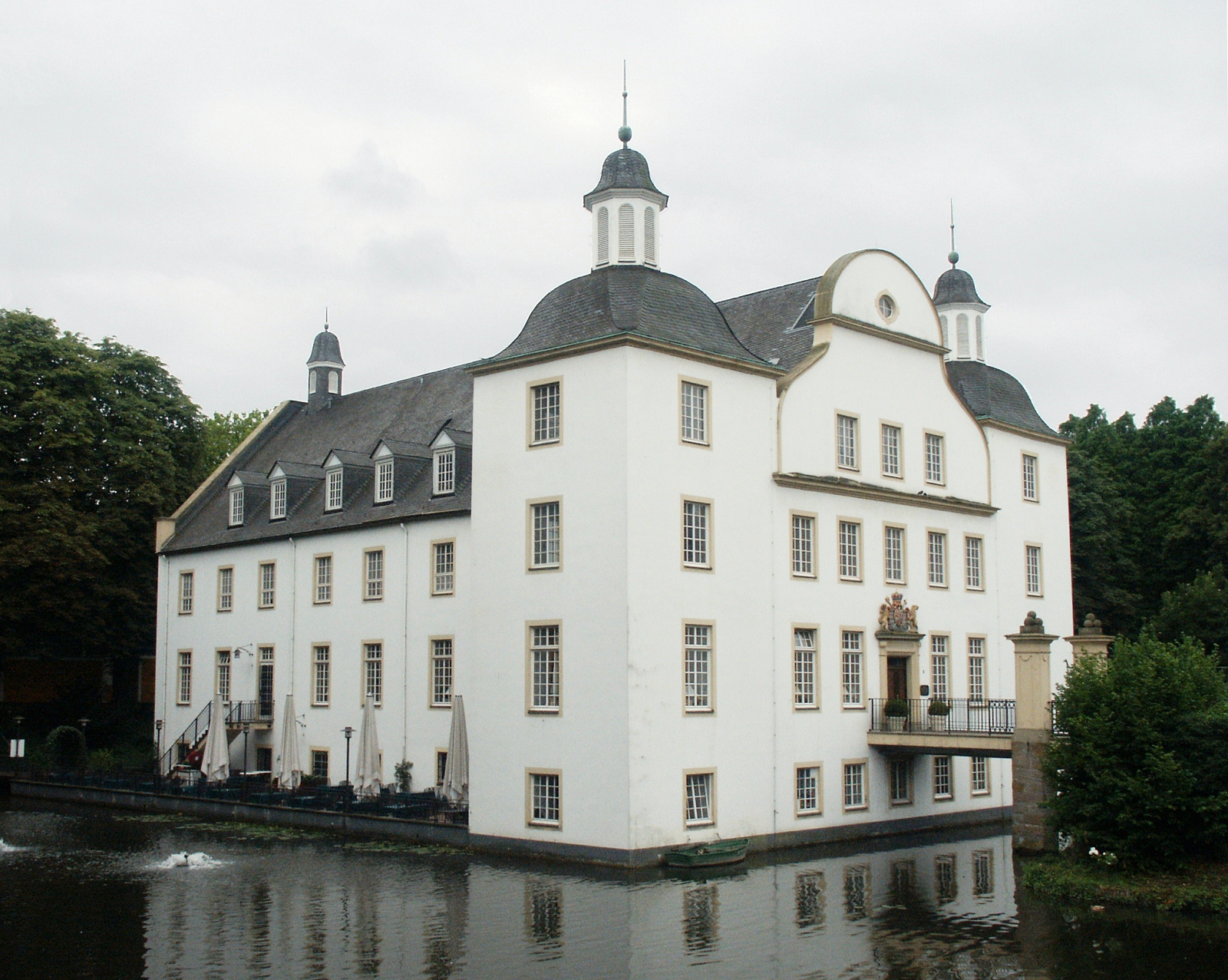
Schloss Borbeck, Essen (1826 – 1941)
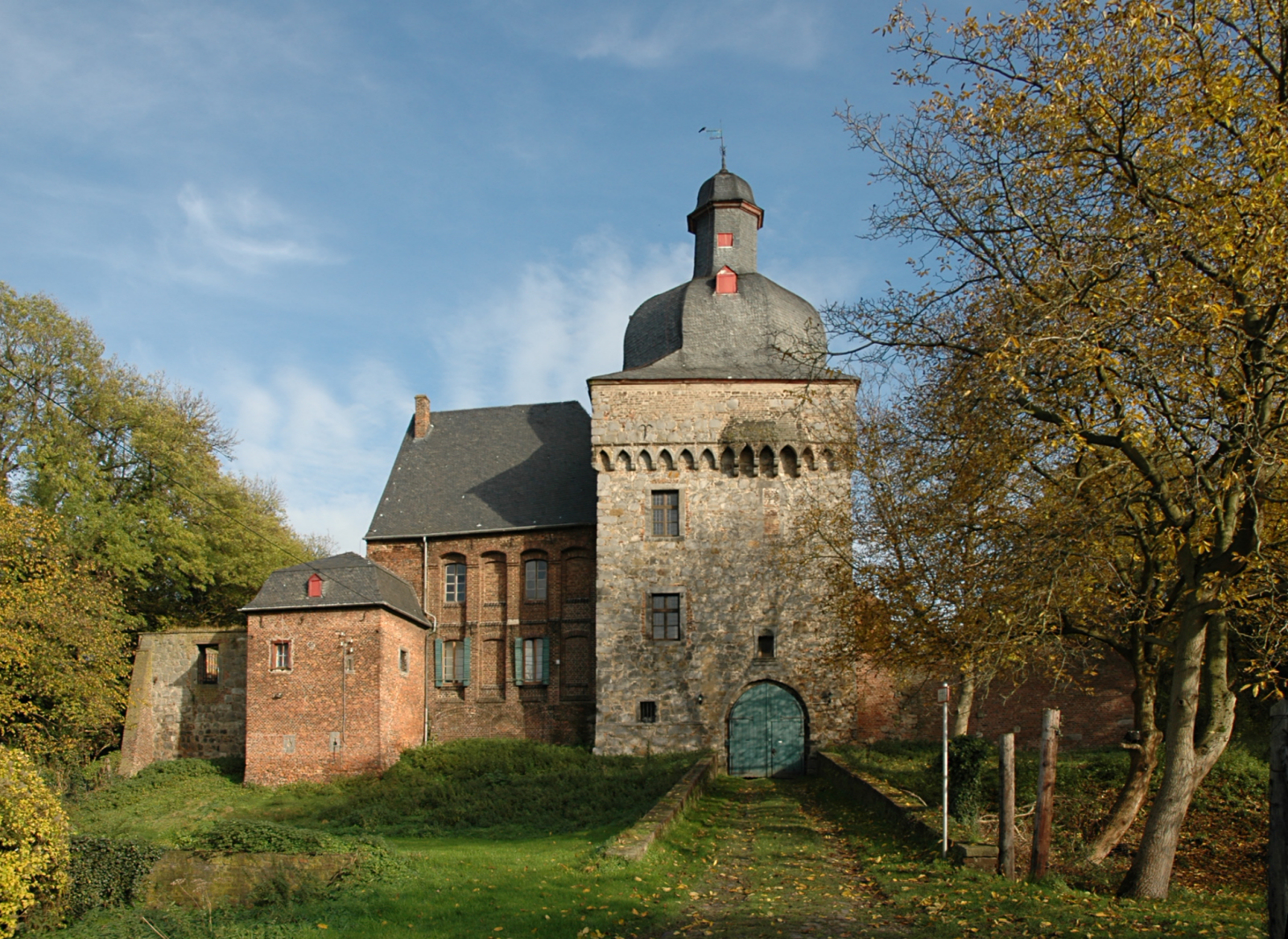
Schloss Liedberg, Korschenbroich (Anfang 19. – 20. Jh.)
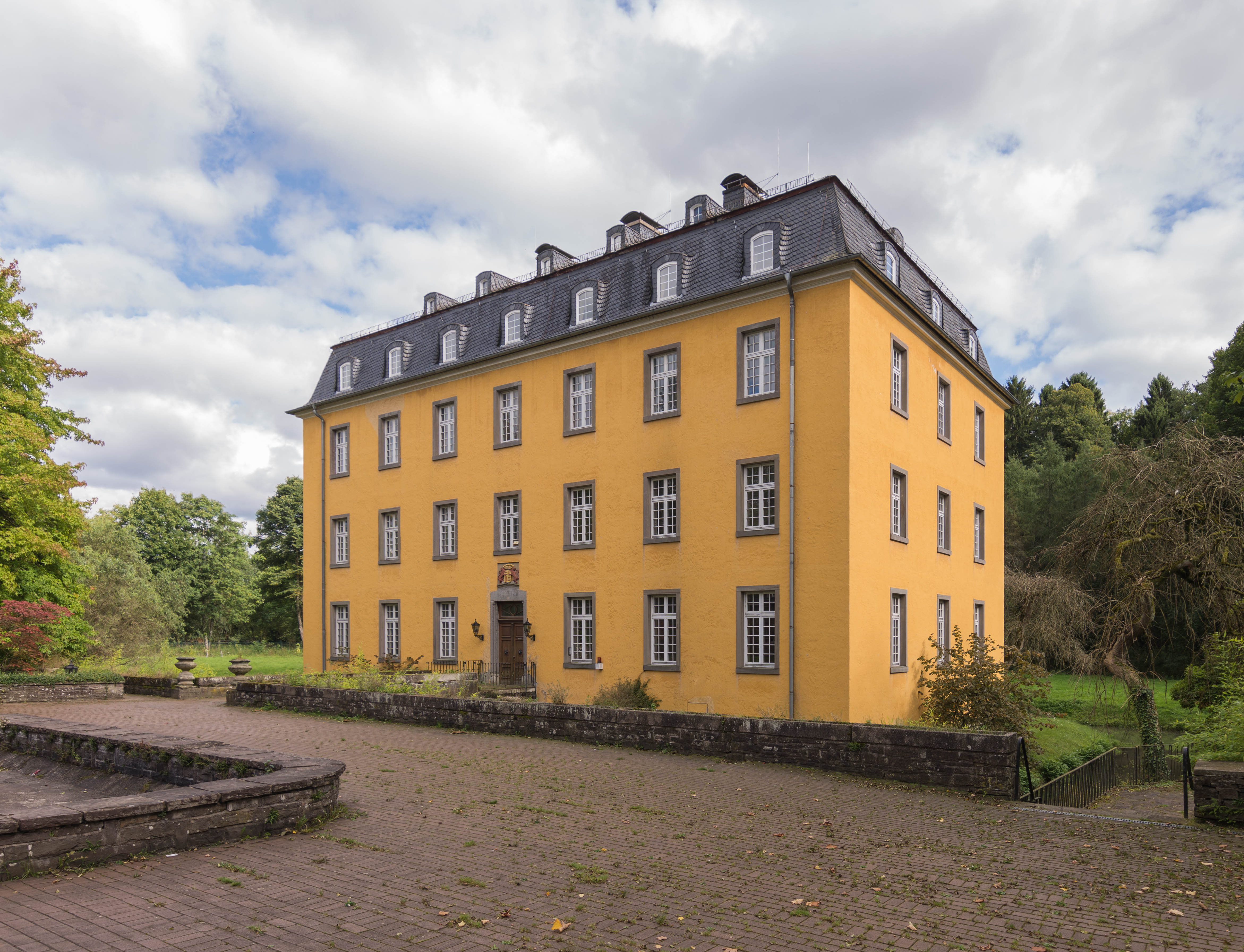
Schloss Heiligenhoven, Lindlar (19. Jh. – 1928)
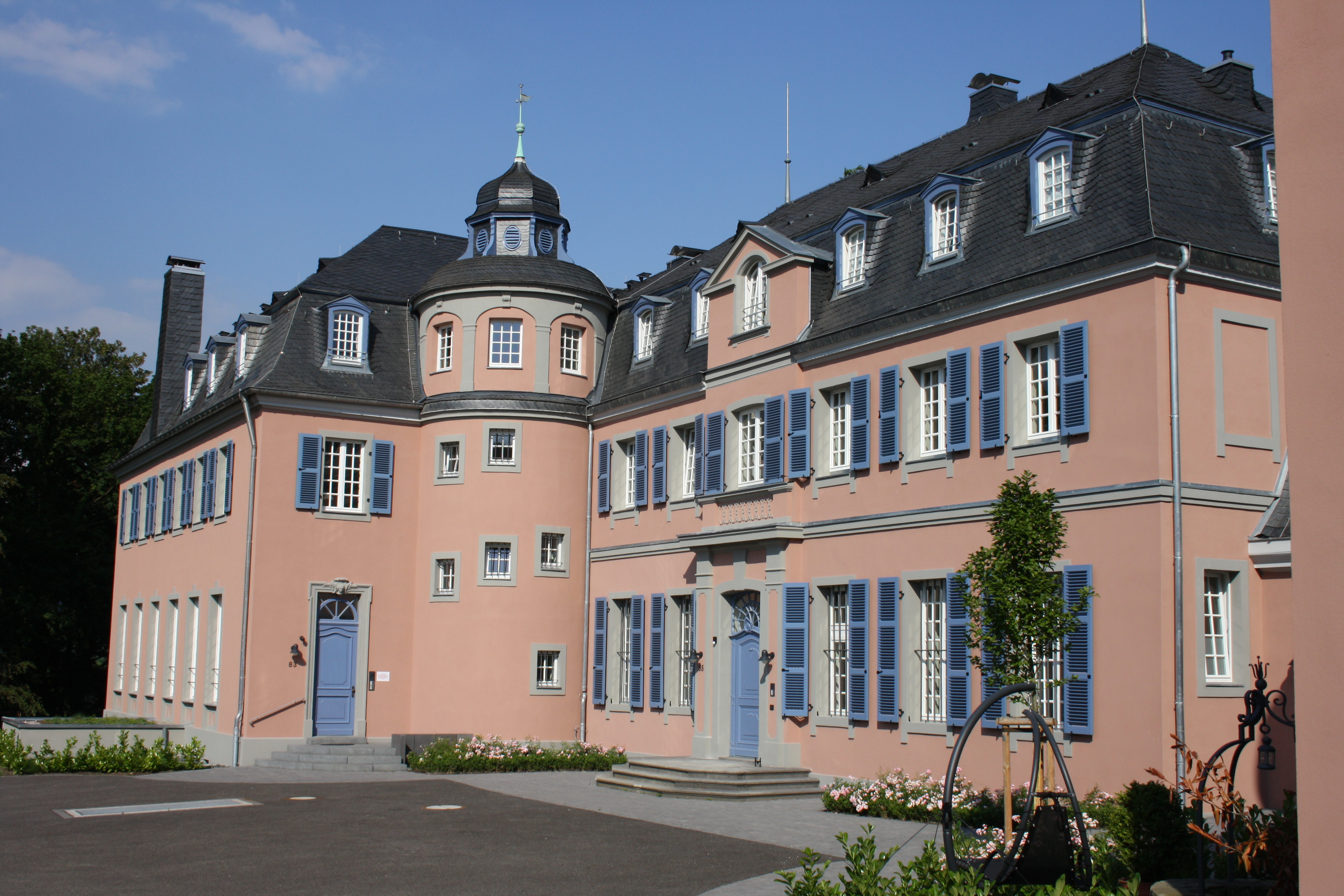
Kommende Muffendorf, Bonn (19. Jh. – 1898)
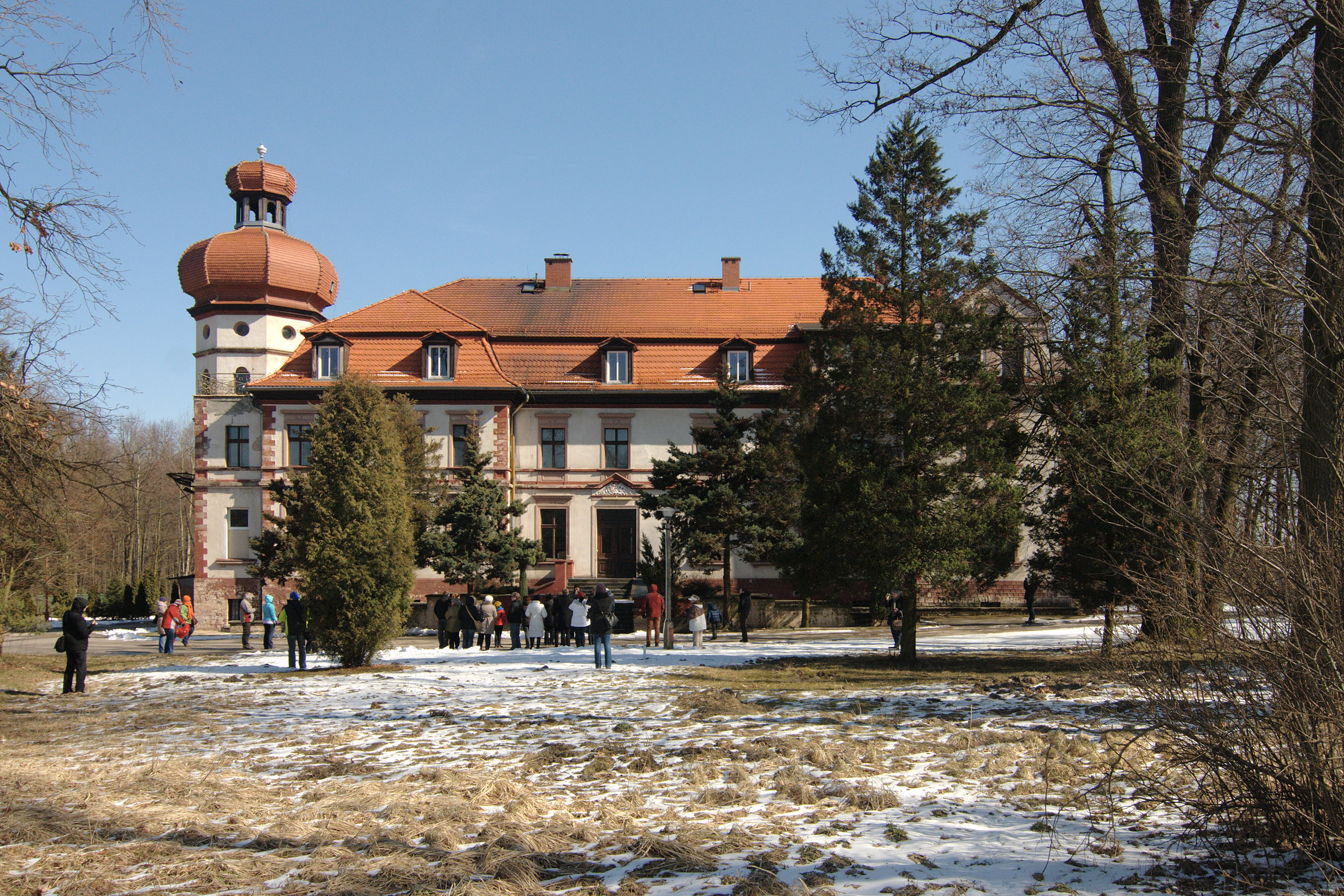
Schloss Kopanina bei Miedar, Oberschlesien (19./20. Jh.)
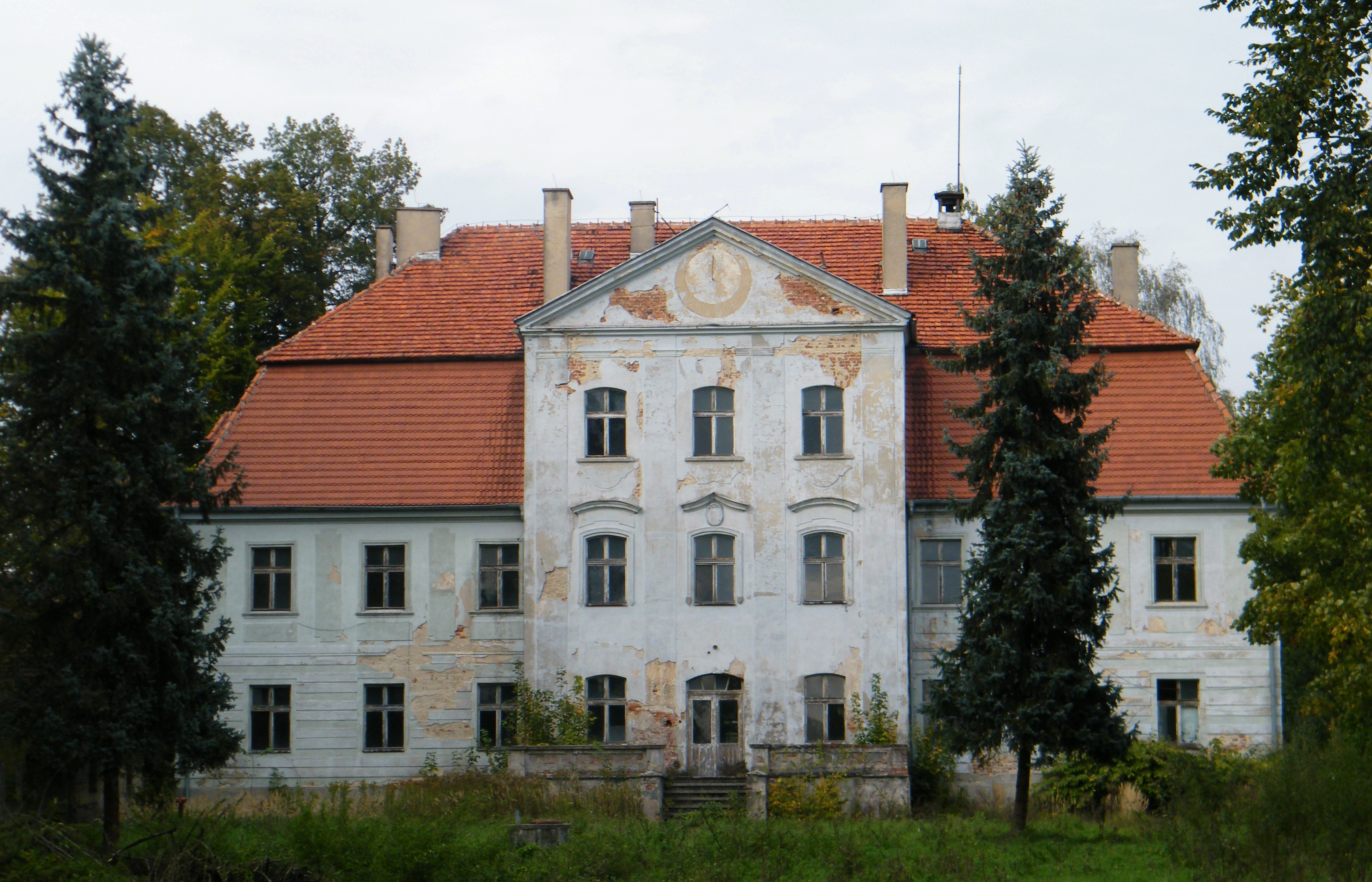
Schloss Thule, Oberschlesien (19./20. Jh.)
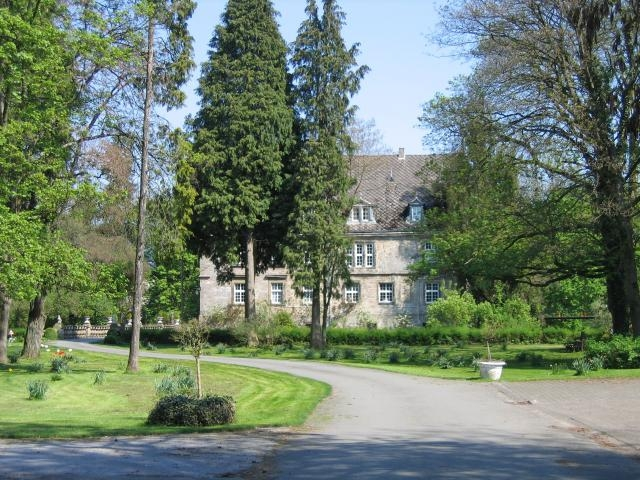
Schloss Borlinghausen, Willebadessen (1912 – 1926)

## Familienmitglieder

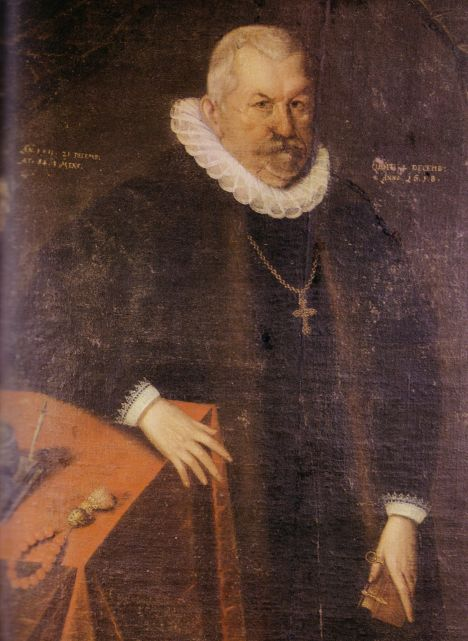
Dietrich von Fürstenberg (1546–1618), Fürstbischof von Paderborn

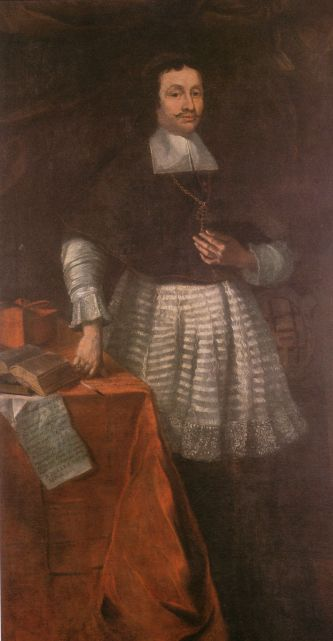
Ferdinand Freiherr von Fürstenberg (1626–1683), Fürstbischof von Paderborn und Münster

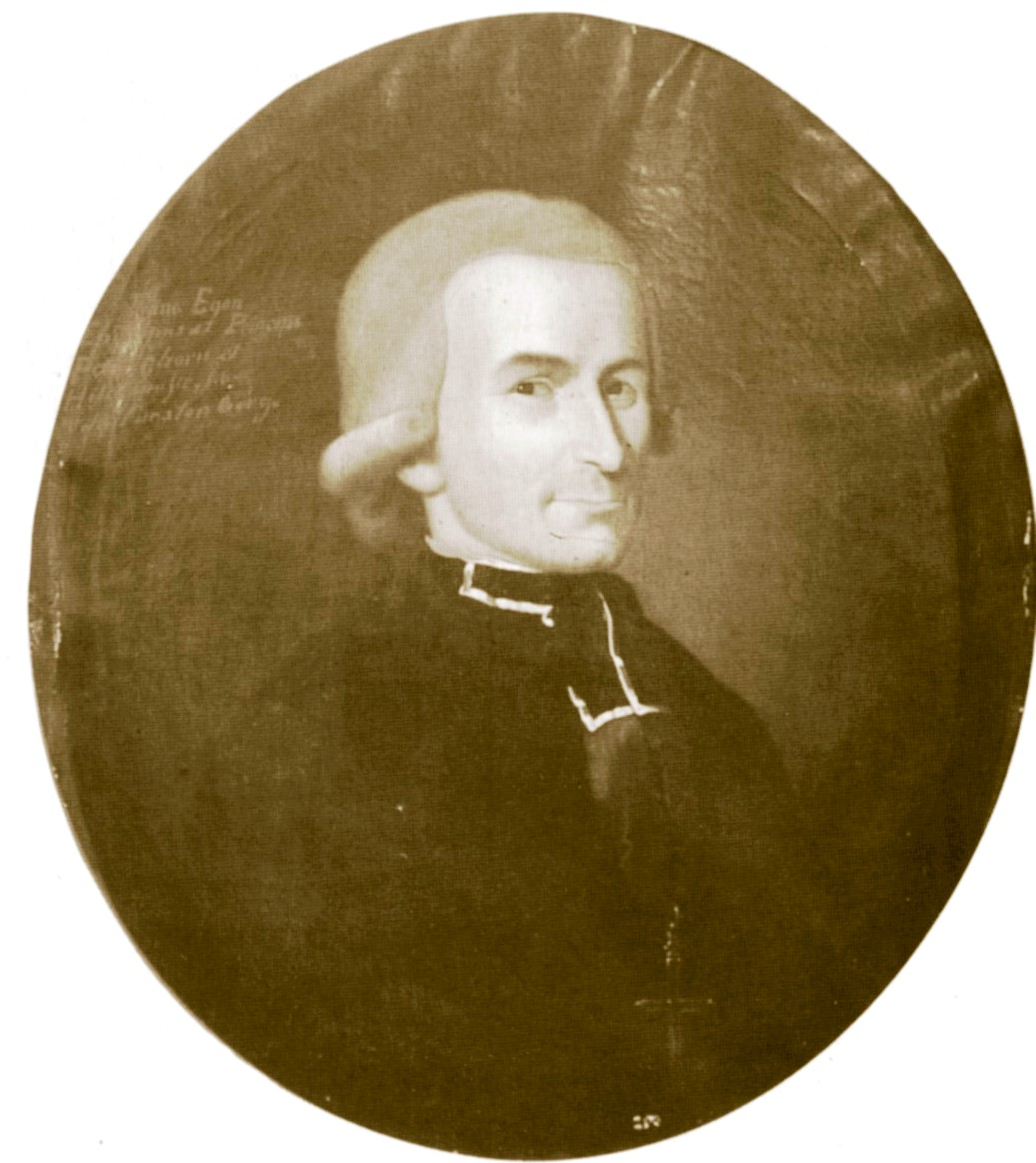
Franz Egon Freiherr von Fürstenberg (1737–1825), Fürstbischof von Paderborn und Hildesheim

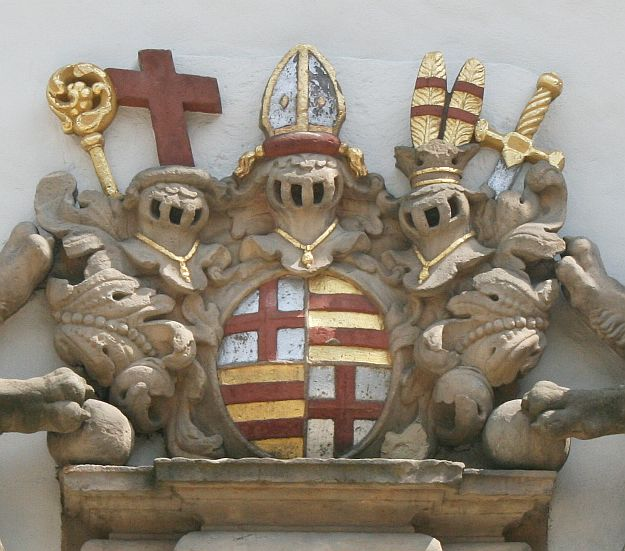
Wappen des paderbornischen Fürstbischofs Ferdinand von Fürstenberg auf dem Portal der Busdorfkirche in Paderborn (1667). Das Wappen derer von Fürstenberg wechselt mit dem Wappen des Hochstifts Paderborn.

- Cordula von Fürstenberg († 1561), Äbtissin des adeligen Frauenstifts Geseke
- Hermann von Fürstenberg (1460–1547), Domherr in Münster und Paderborn
- Johann von Fürstenberg († 1549), Abt der Abtei Siegburg
- Johann Wilhelm von Fürstenberg (1500–1568), vorletzter Landmeister des deutschen Ordens in Livland
- Friedrich von Fürstenberg (1510/11–1567), kurkölnischer Rat und Drost
- Kaspar von Fürstenberg (1545–1618), Landdrost des Herzogtums Westfalen
- Dietrich von Fürstenberg (1546–1618), Fürstbischof von Paderborn
- Ottilia von Fürstenberg (1549–1621), Priorin des Klosters Oelinghausen sowie Äbtissin des weltlichen Damenstifts Heerse
- Anna von Fürstenberg († 1626) war seit 1621 Vorsteherin des Prämonstratenserinnenklosters Oelinghausen
- Friedrich von Fürstenberg (1576–1646), Landdrost des Herzogtums Westfalen
- Johann Gottfried von Fürstenberg (1579–1624), Domherr, Präsident des kurmainzischen Rates sowie Bewerber um das Amt eines Koadjutors im Bistum Paderborn
- Caspar Dietrich von Fürstenberg (1615–1675), Kanoniker, Alchimist, Kavallerieobrist und Künstler
- Friedrich von Fürstenberg (1618–1662), zunächst Domherr, später Erbe des Familienbesitzes und kurkölner Rat und Diplomat
- Wilhelm von Fürstenberg (1623–1699), Diplomat im Dienste des Bischofs Christoph Bernhard von Galen, Geheimkämmerer mehrerer Päpste, Dompropst in Münster und Domdechant in Salzburg
- Ferdinand Freiherr von Fürstenberg (1626–1683), Fürstbischof von Paderborn und Münster
- Franz Wilhelm von Fürstenberg (1628–1688), von 1671 bis 1688 Landkomtur der Deutschordenskommende Mülheim
- Johann Adolf von Fürstenberg (1631–1704), Dompropst in Paderborn und Münster, Drost im Herzogtum Westfalen, Diplomat sowie Bauherr von Schloss Adolfsburg
- Ferdinand von Fürstenberg (1661–1718), Obriststallmeister des Hochstifts Paderborn sowie Erbdrost verschiedener Ämter im Herzogtum Westfalen
- Franz Egon von Fürstenberg (1702–1761), Domdechant und Generalvikar in Münster
- Andreas von Fürstenberg (1663–1738), schwedischer Generalmajor, Landrat von Schwedisch-Vorpommern und Kurator der Universität Greifswald
- Ferdinand Anton von Fürstenberg (1683–1711), Domherr in Münster und Paderborn
- Wilhelm Franz von Fürstenberg (1684–1707), Domherr in Münster und Paderborn
- Friedrich von Fürstenberg (1685–1706), Domherr in Münster
- Christian Franz Dietrich von Fürstenberg (1689–1755) war zunächst Domherr, ehe er in den weltlichen Stand zurückkehrte und unter anderem Mitglied im Reichshofrat und Erbdrost verschiedener Ämter im Herzogtum Westfalen wurde.
- Hugo Franz von Fürstenberg (1692–1755) Domherr verschiedener Bistümer
- Clemens Lothar von Fürstenberg (1725–1791), Erbdroste der Ämter Bilstein, Waldenburg und Fredeburg, letzter Herr des ungeteilten Familienfideikommisses Herdingen-Adolfsburg-Schnellenberg usw., Herr auf Obsinnig
- Friedrich Christian von Fürstenberg (1700–1742), Domherr verschiedener Bistümer, Dompropst in Paderborn, Propst von St. Patrokli in Soest und des Stifts Meschede, Präsident des geheimen Rates des Hochstifts Paderborn sowie kurkölner Kabinetts- und Konferenzminister.
- Franz Freiherr von Fürstenberg (1729–1810), Generalvikar, leitender Minister des Hochstifts Münster
- Friedrich Karl von Fürstenberg (1730–1788), Domherr verschiedener Bistümer
- Maria Anna von Fürstenberg (1732–1788) war Äbtissin des Stifts Fröndenberg.
- Franz Egon Freiherr von Fürstenberg (1737–1825), Fürstbischof von Paderborn und Hildesheim
- Ferdinand Joseph von Fürstenberg (1739–1800), Domherr verschiedener Bistümer
- Franz Egon Philipp von Fürstenberg-Herdringen (1789–1832), Fideikommissherr
- Franz Egon Graf von Fürstenberg-Stammheim (1797–1859), Großgrundbesitzer, Mäzen und Politiker
- Franz Egon Graf von Fürstenberg-Herdringen (1818–1902), Fideikommissherr, Politiker und Bauherr des Neubaus von Schloss Herdringen
- Friedrich Leopold von Fürstenberg (1828–1901), Kammerherr und Rittmeister
- Egon von Fürstenberg (1833–1888), preußischer Landrat
- Clemens von Fürstenberg-Borbeck (1835–1891), preußischer Generalmajor
- Franz Egon von Fürstenberg (1842–1909), deutscher Rittergutsbesitzer und Abgeordneter
- Maximilian von Fürstenberg (1866–1925), Landrat des Kreises Coesfeld
- Joseph von Fürstenberg (1868–1904), preußischer Oberleutnant
- Franz-Fritz von Fürstenberg (1876–1933), Verwaltungsjurist und Parlamentarier
- Leopold Freiherr von Fürstenberg (1905–1979), Politiker und Landtagsabgeordneter
- Oswald Freiherr von Fürstenberg (1908–1981), Kurator der Universität Münster
- Elimar Freiherr von Fürstenberg (1910–1981), deutscher Politiker (Bayernpartei, später CSU)
- Maximilien de Fürstenberg (1904–1988), römisch-katholischer Kardinal
- Peter Freiherr von Fürstenberg (1936–2024), Vizepräsident der deutschen Assoziation des Souveränen Malteserordens
- Gregor Freiherr von Fürstenberg (* 1965), Vizepräsident des Internationalen Katholischen Missionswerkes – missio e. V.

## Rezeption
- Paderborn: Von-Fürstenberg-Realschule
- Recke (Westfalen): Fürstenberg-Schule („Privates Bischöfliches Fürstenberg-Gymnasium und Private Bischöfliche Fürstenberg-Realschule“)